# Penarth (Wales)
Penarth (pəˈnɑrθ, pɛnˈarθ) ist eine Stadt im Vale of Glamorgan (walisisch Bro Morgannwg), Wales. Sie ist etwa 5,2 Meilen (8,4 km) südwestlich vom Stadtzentrum der walisischen Hauptstadt Cardiff an der Nordküste des Severn-Ästuars (Môr Hafren) am Südende der Cardiff Bay gelegen. Penarth ist das wohlhabendste Seebad in der Cardiff Urban Area, und nach dem Verwaltungszentrum Barry die zweitgrößte Stadt im Vale of Glamorgan.

## Name und  Wappen
Penarth ist ein walisischer Ortsname und könnte eine Kombination der Begriffe: walisisch pen (Kopf) und walisisch arth (Bär) sein, damit die Bedeutung Kopf des Bären oder Bärenkopf haben. Dies war über Jahrhunderte die allgemein akzeptierte Bedeutung und spiegelt sich noch in der Darstellung des Stadtwappens, in dem Bären dargestellt sind, wider. Sprachforscher haben jedoch Theorien aufgestellt, wonach der Name auch eine Verschleifung von walisisch Pen-y-garth sein könnte, wobei garth das Wort für Klippe ist und der Ort dementsprechend Gipfel der Klippen oder Klippspitze bedeutete. Auch das walisisch-englische Wörterbuch walisisch Y Geiriadur Mawr (The Big Dictionary: Gomer Press) übersetzt penardd/penarth (feminines Substantiv) als promontory (Landzunge/Halbinsel).
Das Stadtwappen wurde vom Stadtarchitekten 1875 anhand detaillierter Anweisungen des Stadtrats gezeichnet. Darin ist ein Bärenkopf über einem Schild zu sehen, welches von zwei weiteren stehenden Bären gehalten wird. Das Schild enthält einen walisischen Drachen (Draig Goch), um darzustellen, dass die Stadt in Wales liegt, sowie ein Segelschiff, welches die lange Seehandels-Tradition von Penarth symbolisiert.

## Bevölkerung
Während des Viktorianischen Zeitalters war Penarth ein beliebtes Urlaubsziel, das im ganzen Land als „The Garden by the Sea“ beworben wurde. Urlauber kamen vor allem aus den Midlands und dem West Country (Südwestengland und Cornwall) sowie Tagesausflügler aus den South Wales Valleys. Obwohl die Besucherzahlen stark nachgelassen haben, ist der Ort noch immer ein beliebtes Ferienziel im Sommer, vor allem für Senioren.
Die Stadt hat auch aus diesem Grund eine ausgesprochen große Anzahl von Pensionären, nämlich mehr als 25 Prozent der Einwohner, aber mittlerweile ist sie vor allem eine Dormitory Town für Pendler nach Cardiff. 2001 wurden 20.396 Einwohner angegeben (United Kingdom Census 2001).
Es gibt ausgedehnte Stadtviertel im Stil der viktorianischen und edwardianischen Architektur.

## Geschichte

### Frühgeschichte
Im Gebiet von Penarth wurde eine menschliche Besiedlung seit mindestens 5000 Jahren nachgewiesen. 1956 wurden mehrere Steinäxte aus der Jungsteinzeit gefunden. Ein großer Hortfund aus römischer Zeit mit Ringen und Münzen wurde im nahegelegenen Sully ausgegraben.
Vom 12. Jahrhundert bis 1543 gehörten die Ländereien von Penarth den Kanonikern von St Augustine in Bristol. Die Normannenkirche von St Augustine auf der Landzunge stammt aus dieser Zeit. Nach der Auflösung der englischen Klöster im 16. Jahrhundert wurde die Eigentümerschaft auf den Dean (Dekan) und das Chapter (Kapitel) von Bristol Cathedral übertragen.
Die Ländereien wurden an die Earls of Plymouth von St. Fagans Castle verpachtet. Die Familie erwarb die Ländereien 1853 direkt.
Weil das Land einer religiösen Institution gehörte, bestand keine Notwendigkeit, ein großes Landhaus für eine Familie in Penarth zu errichten. Das älteste Gebäude in dem Gebiet ist daher Cogan Pill (Baron's Court; Tudor mansion), welches der Herbert-Familie (Earls of Plymouth) gehörte, auf dem Hügel von Cogan Pill. Heute befindet sich in dem Gebäude ein Restaurant.
Piraterie war an der Küste bei Penarth häufig und in den 1570er Jahren wurde eine Special Commission eingesetzt, um Nachforschungen anzustellen und die Piraterie auszumerzen. Man vermutete, dass führende Familien in Penarth involviert waren.
Penarths mittelalterlicher ummauerter Sheriff's Pound wurde bis ins späte 18. Jahrhundert als Verwahrungsstätte für streunende Schafe, Rinder und Schweine, aber auch für Diebe, Viehdiebe und Vagabunden verwendet. Er befand sich an dem Ort, an dem sich heute der Parkplatz der NatWest Bank in der Plymouth Road befindet.
1803 wurden in Penarth 800–900 acres (3,6 km²) Land als Farmland mit mehreren Höfen verzeichnet. Nach dem Zensus von 1801 lebten nur 72 Personen im Manor. Bis 1851 war Penarth kaum mehr als ein kleines ländliches Bauern- und Fischerdorf mit 24 Häusern und 105 Einwohnern und eines von fünf Parishes innerhalb des Hundred von Dinas Powys, mit einer Gesamtbevölkerung von knapp 300 Bewohnern. Bevor Pier und Dock errichtet wurden, gab es nur eine kleine Flotte von Segel-Fischerbooten, die vor dem Ortskern vertäut waren.
Die Besitzerin von Plymouth Estate, Harriet Windsor-Clive, 13. Baroness Windsor, kümmerte sich um die Planung, den Bau und die Entwicklung der neuen Stadt, wobei sie 99-jährige Pachtverträge anbot und weiterhin Landbesitzerin blieb. Alle Einwohner von Penarth waren somit Pächter von Plymouth Estates und zahlten eine jährliche Pacht. Erst durch den Leasehold Reform Act 1967 erhielten die Einwohner die Möglichkeit, ihr Grundstück zu erwerben (freehold), oder Pachtverlängerungen auf 999 Jahre zu erwirken.
Die ersten Häuser, die in der Stadt gebaut wurden, waren Straßenzüge von Reihenhäusern (terraced houses) mit Corner Shops (Ecklädchen) und Pubs an beinahe jeder Ecke. Die Straßenzüge folgten den Höhenlinien der Landzunge und entwickelten sich in dem schnell wachsenden Cogan Area in Nähe des Docks. Lokaler grauer Kalkstein, der unter anderem auf dem Gebiet des heutigen Cwrt-y-vil Playing Field abgebaut wurde, gab den älteren Gebäuden der Stadt ihr spezifisches Aussehen. Im Süden des Stadtzentrums überblickten imposante Villen-Häuser entlang der Cliff Tops (Klippenkrone) den Bristolkanal bis zur Küste von Somerset und den Inseln Flat Holm (walisisch Ynys Echni) und Steep Holm (Ynys Rhonech). Die Villen wurden von wohlhabenden Frachtunternehmern und Werfteignern aus Cardiff gebaut, die aus der industrialisierten Stadt in einen genteel and sophisticated lifestyle (nobleren und anspruchsvolleren Lebensstil) entfliehen wollten.

### Viktorianische Entwicklung
1861 war die Einwohnerzahl in den fünf Parishes bereits auf 1898 angewachsen und auf 3382 im Jahr 1871. 1875 wurden drei der Parishes (Penarth, Cogan und Llandough) im Penarth Local Board zusammengeführt, wobei die Bevölkerungszahl 1881 mit 6228 angegeben wurde. Die Einwohnerzahlen hatten sich 1891 bereits wieder verdoppelt, und die Eröffnung der Eisenbahnlinie sorgte für einen Zuwachs auf 14.228 Personen bis 1901. Die Stadt schuldete ihre enorme Entwicklung vor allem der massiven Expansion des South Wales Coalfield im 19. Jahrhundert. In der Nähe zu Cardiff, das den Zugang zu den Industriegebieten von Glamorgan bildete, und mit der natürlichen Küste lag Penarth ideal, um aus der weltweiten Nachfrage nach walisischer Kohle seine Vorteile zu ziehen.
Das Wachstum der Stadt setzte sich kontinuierlich fort und bald wurde Penarth selbständig mit einer eigenen Verwaltung, einem geschäftigen Shoppingcenter und vielen neuen Gemeindeeinrichtungen. Das heutige Haupt-Einkaufsgebiet in der Windsor Road bestand ursprünglich aus einem Wohngebiet, aber die Eigentümer opferten ihre Vorgärten, um Ladenerweiterungen anlegen zu können. So kann bis heute die originale Architektur der Häuser oberhalb der Läden betrachtet werden. In dieser Zeit entstanden auch die vielen großen Gebäude und Parks, die noch heute das Stadtbild bestimmen und Penarth bekam seinen Spitznamen „The Garden by the Sea“. Heute ist ein großer Teil der Stadt aufgrund der Gebäude in viktorianischem und edwardianischem Stil als Conservation Area gekennzeichnet. Penarths Stadtbücherei wurde 1905 eröffnet durch Mittel aus einer Spende des Carnegie Trust. Die Police Station und das Stadtgefängnis (town gaol) gegenüber der Windsor Arms Brewery wurden 1864 in neogotischem Stil gebaut.
Mit dem Bau der Eisenbahnanbindung an die Welsh Valleys 1878 kamen regelmäßig Tagesausflügler, oft Hunderte auf einmal, an Wochenenden und den Bank Holidays. Die Entwicklung der Sommerferien wurde durch eine ganze Anzahl von qualitativ hochwertigen Hotels getragen, die zu Hochzeiten bis zu 2000 Übernachtungen anboten. Die größten und teuersten Hotels waren das Esplanade Hotel am Strand (1887), das Marine Hotel am Zugang zu den Docks, The Royal Hotel am Gipfel der Arcot Street, The Washington Hotel gegenüber der Bibliothek, sowie The Glendale und Lansdowne Hotel an der Plymouth Road. Weiter Übernachtungsmöglichkeiten boten Dock Hotel, Penarth Hotel, Ship Hotel, Westbourne Hotel, Plymouth Hotel, Windsor Hotel, Railway Hotel und dutzende von Mariners' Lodging Houses. Bis auf das Glendale sind diese heute alle geschlossen und es gibt nur noch eine Handvoll kleiner und modernerer Bed-and-Breakfast-Häuser.
Ein Minenabwehrfahrzeug der Royal Navy trug den Namen HMS Penarth nach der Stadt und überstand zwar 1918 die letzten neun Monate des Ersten Weltkrieges, diente aber nur noch weitere zwölf Monate, bevor es 1919 vor der Küste von Yorkshire nach dem Auflaufen auf zwei Minen sank. Das Andenken an das Schiff wird in den Royal Navy Memorials in Portsmouth erhalten.
Eine Zeitlang hatte Penarth zwei große und dekorative Kinos. Eines war das Windsor Kinema an der Windsor Road, eine umgebaute Territorial Army Drill Hall aus dem 19. Jahrhundert und später als Monty Smith's Garage geführt, bis zur endgültigen Schließung im Oktober 2015. Das noch größere Washington Cinema wurde gegenüber der Bibliothek 1936 errichtet mit einer klassischen Art-déco-Fassade. An dieser Stelle befand sich vorher ein Hotel mit Tennisplätzen. The Washington schloss als Kino 1971. Einer der letzten Filme, die gezeigt wurden, war On the Buses. Nach mehreren Jahren, in denen dort eine gut gehende Bingo Hall geführt wurde, wurde es in ein Coffee House and Art Gallery umgewandelt. Die Fassade ist noch im Original erhalten.
Penarths zweites Gebäude, welches dem Art déco zuzuordnen ist, ist das General Post Office, welches 1936 in der Albert Road gebaut wurde. Das Gebäude wurde in den 1980er Jahren geschlossen, jedoch in die Statutory List of Buildings of Special Architectural or Historic Interest aufgenommen und beherbergt heute ein Restaurant; der Hinterhof, der früher als Stellplatz für die Pferde des pferdegezogenen Penarth to Cardiff Bus Service genutzt wurde, dient noch dem Post Office zum Sortieren von Briefen und Päckchen.

### Penarth Dock
Der Vertrag für den Bau von Penarth Dock wurde 1859 geschlossen und das Dock sechs Jahre später eröffnet. Es wurde von ca. 1.200 hauptsächlich irischen „Navvies“ unter der Leitung von Chief Engineer Harrison Hayter und nach Plänen von Civil Engineer John Hawkshaw gebaut. Zu den Hoch-Zeiten des Welsh Coal Trade um 1913 wurden in den Penarth Docks in einem Jahr 4.660.648 Tonnen Kohle verschifft. 1886 startete die SS Great Britain, Isambard Kingdom Brunels Schiff, das zum Kohletransport aus einem Passagierschiff umgebaut worden war, aus Penarth Dock zu ihrer letzten Reise. Auf der Reise zerstörte ein Feuer das Schiff und es lief bei den Falklandinseln auf Grund, von wo es erst in den 1970er Jahren geborgen wurde und zur Restauration nach Bristol zurückkehrte.
Eine Besonderheit von Penarth Dock war der Tunnel, der Penarth Dock mit der Ferry Road in Grangetown verband und den River Ely (walisisch Afon Elai) unterquerte. Da dieser Tunnel nicht breit genug für Motorfahrzeuge war, wurde er von Fußgängern und Radfahrern genutzt, die den Tunnel als Abkürzung für ihren täglichen Arbeitsweg nach Cardiff nutzten. Der Tunnel war ca. eine halbe Meile (800 m) lang und hatte an jedem Ende ein Foyer; er war gefliest mit crèmefarbenen und grünen Fliesen und mit Gasbeleuchtung ausgestattet, die später durch elektrisches Licht ersetzt wurde. Die Konstruktion bestand aus Stahlelementen von T Gregory Engineering Works, Taffs Well; er wurde 1899 eröffnet. Im Herbst 1965 wurde er geschlossen, die Enden wurden zugemauert, nachdem eine Serie von brutalen Überfällen, wiederholter Vandalismus und die immensen Unterhaltungskosten den Betrieb unwirtschaftlich werden ließen. Der Tunneleingang in Penarth lag in der Nähe der Lock Gates, zwischen dem äußeren Bassin und dem ersten Dock. Diese historische Abkürzung wurde im Juni 2008 in ähnlicher Form wiederbelebt, als in der neuen Cardiff Bay Barrage ein Fußgänger- und Fahrradweg angelegt wurde.

### Penarth Pier

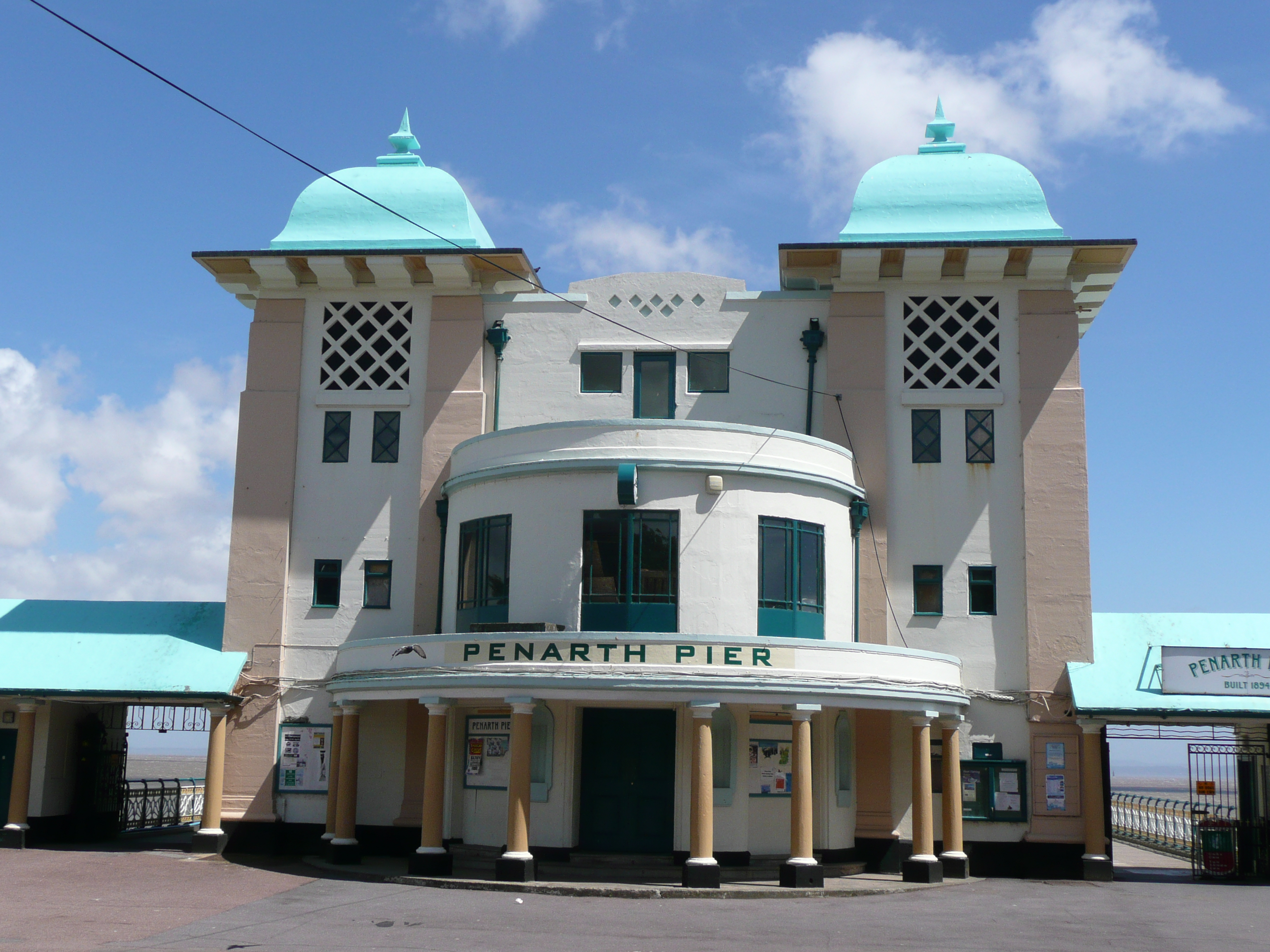
Eingang von Penarth Pier, 2008.

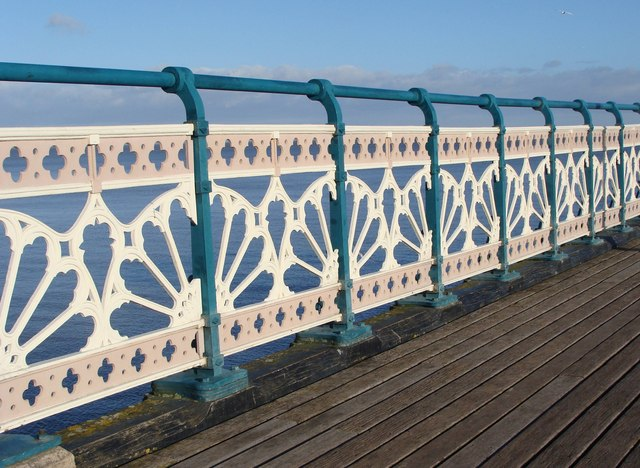
Detail der Geländer von Penarth Pier

Aufgrund der wachsenden Popularität von Penarth Beach und der Notwendigkeit besserer Verbindungen nach Cardiff richtete 1856 die Cardiff Steam and Navigation Company einen regelmäßigen Fähr-Service zwischen Cardiff und Penarth ein, der bis 1903 unterhalten wurde. Boote wurden in Penarth be- und entladen mit Hilfe einer Landungstreppe auf Rädern, die an der Küste heraufgezogen wurde.
In den 1880er Jahren wurde der Versuch gestartet, einen permanenten Pier anzulegen. Die ersten Versuche verliefen im Sande, nachdem die Londoner Baufirma in Konkurs gegangen und liquidiert worden war.
Daraufhin wurde die Penarth Pier Company gegründet. Die Fundamente wurden 1894 gelegt, das Pier wurde 1895 erfolgreich eröffnet. Es ist 750 ft (229 m) lang (⊙).
1907 wurde am seeseitigen Ende ein kleines hölzernes „Concert-Party“-Theater gebaut. 1929 wurde das Pier vom Penarth Urban District Council aufgekauft und ein neues Lande-Ponton am Seeende angelegt. 1930 wurde der bis heute bestehende Art-déco-Pavillon ergänzt. 1931 brach ein Feuer im Theater aus; durch eine See- und Land-Rettungsaktion konnten alle 800 Besucher gerettet werden. Das Pier wurde erneuert, verstärkt mit zusätzlichen Beton-Pfeilern, aber das Theater wurde abgeschafft.
1947 kollidierte das Dampfschiff SS Port Royal Park, ein Dampfer mit 7.130 Tonnen, unter der Flagge der Tavistock Shipping Company, mit dem Pier und verursachte schwere Schäden, die über lange Jahre nicht repariert wurden.
Im August 1966 ereignete sich ein weiterer Unfall, als ein 600-Tonnen-Ausflugsdampfer, die PS Bristol Queen, das Pier rammte und einen Schaden von geschätzt 25.000 Pfund verursachte.

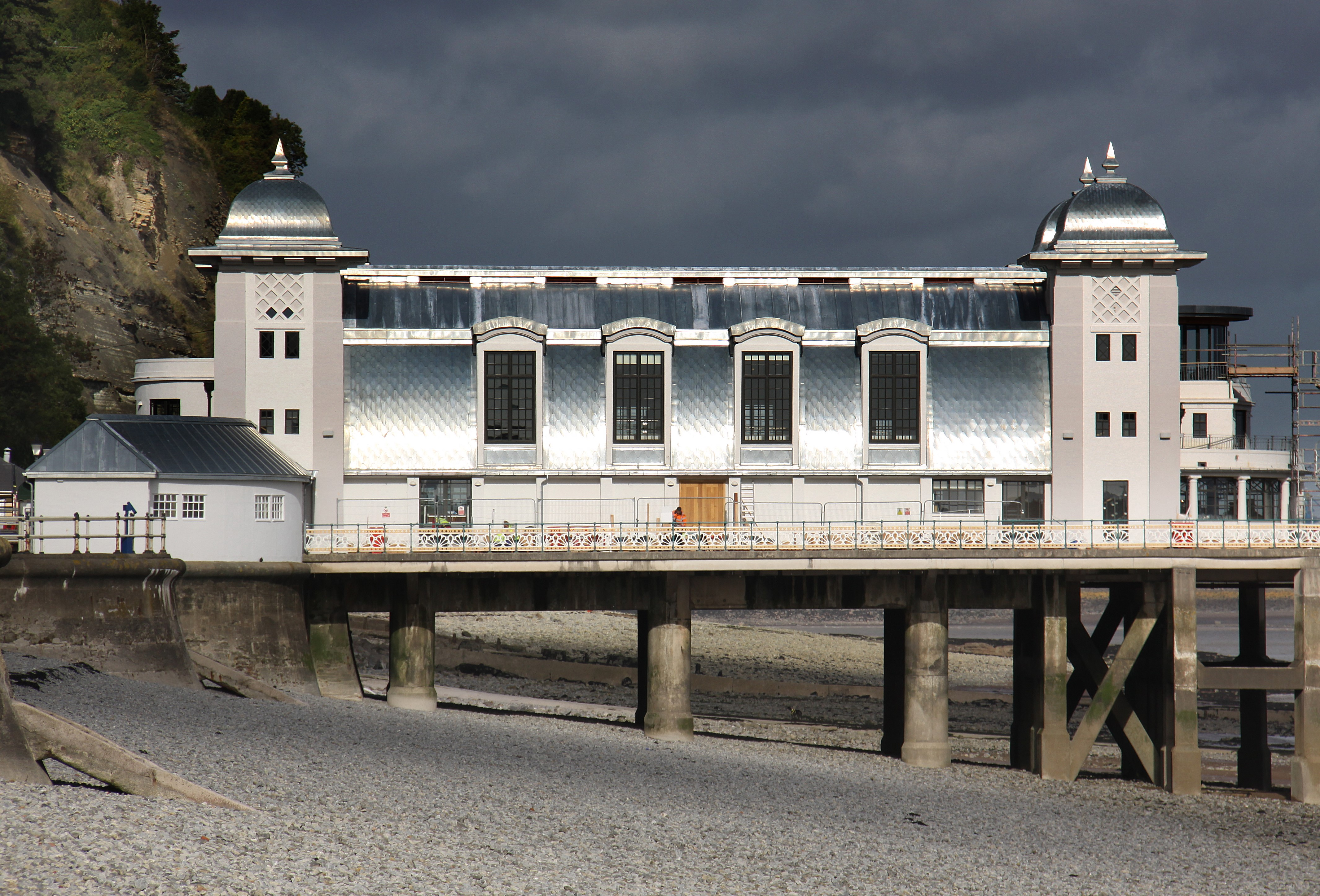
Der renovierte Pier Pavilion, 2013.

Im März 2011 wurde der Plan zur Renovierung des Piers für 3,9 Millionen Pfund genehmigt. In den neuen Plänen war zusätzlich ein Kino und ein Observatorium vorgesehen. Im September 2012 begannen die Renovierungsarbeiten mit Arbeiten am Pavillon. Die Kosten von ca. 4 Millionen Pfund wurden gemeinschaftlich von der National Lottery, dem Welsh Government, dem Vale of Glamorgan Council, Cadw (Ein Amt des Housing, Regeneration and Heritage Department of the Welsh Government) und dem Coastal Communities Fund getragen. Die Arbeiten dauerten bis zum Herbst 2013.

### Kriegszeit

#### Kriegsbeginn
Mit seinem wichtigen Handelshafen und der Nähe zu den Cardiff Docks und Stahlwerken wurde Penarth ein konstantes Ziel für die Nazis im Zweiten Weltkrieg. Die Luftangriffe begannen 1941 und erstreckten sich über die nächsten vier Jahre. 1942 wurde All Saints’ Church durch Brandbomben getroffen und brannte aus. Sie wurde nach dem Krieg wieder aufgebaut und 1955 eröffnet. Auch die Albert Road School und viele private Gebäude in Salop Street, Arcot Street, Albert Road and Queens Road wurden in Mitleidenschaft gezogen. St Paul’s Methodist Church oberhalb der Docks wurde vollständig zerstört.
Penarth erhielt daraufhin eine eigene Abteilung der British Home Guard. Metalle waren rar und wurden benötigt, um Panzer und Flugzeuge zu bauen, daher verloren zahlreiche Anwesen in Penarth in dieser Zeit ihre traditionellen viktorianischen Eisenzäune aus den Vorgärten. Sogar die All Saints’ Church am Victoria Square verlor ihre aufwändig verzierten Tore und den Eisenzaun, der die Grünflächen im Park umgab. Die scharfen Rationierungsvorschriften trugen dazu bei, dass viele öffentliche Flächen umgegraben wurden und als Beete zum Anbau von Gemüse an die Bürger vergeben wurden. Strand und Pier waren täglich stark besucht von Menschen, die versuchten, Fisch zur eigenen Versorgung zu fangen. Eine kommunale Suppenküche (British Restaurant) bei der Windsor Arcade gab Essen an Bedürftige aus.

#### Strategische Maßnahmen
Viele Mitglieder des Penarth Yacht Club beteiligten sich ehrenamtlich an der Operation Dynamo und stellten ihre Yachten und Motorboote zur Evakuierung der Truppen in Frankreich zur Verfügung.
Der Glamorganshire Golf Club in Lower Penarth wurde mit einer experimentellen Raketen-Batterie bestückt, durch die regelmäßig Anwohner verschreckt wurden, wenn Schießübungen gemacht wurden. Bei Lavernock wurde Lavernock Battery (Lavernock Fort) mit schweren Marinekanonen, Luftabwehrkanonen und Suchscheinwerfern bestückt und das Royal Observer Corps der Stadt besetzte den Beobachtungsposten, der in den Nächten die Alarmsirenen betätigte.
Bei Ausbruch des Krieges waren mehr als 350 Soldaten der Royal Artillery auf Flat Holm stationiert. Die Insel war mit vier 4,5-inch-Schiffsgeschützen bestückt worden und mit Suchscheinwerfern, die für Luftabwehr und Nahkampf eingesetzt wurden in Kombination mit zwei 40-mm-Bofors-Geschützen. Eine GL (Gun Laying) MkII-Radarstation wurde ebenfalls auf der Insel installiert. Die Einrichtungen waren Teil des Fixed Defences, Severn Scheme und sollten den Atlantik-Schiffsverkehr schützen. 1943 war ein Bataillon amerikanischer Seabees des US Construction Corps auf einem Handelsschiff in Penarth Docks einquartiert, während sie eine große Zahl von Quonset Huts für die schnelle zeitweilige Expansion von Llandough Hospital und Sully Hospital aufstellten.

#### Operation Overlord

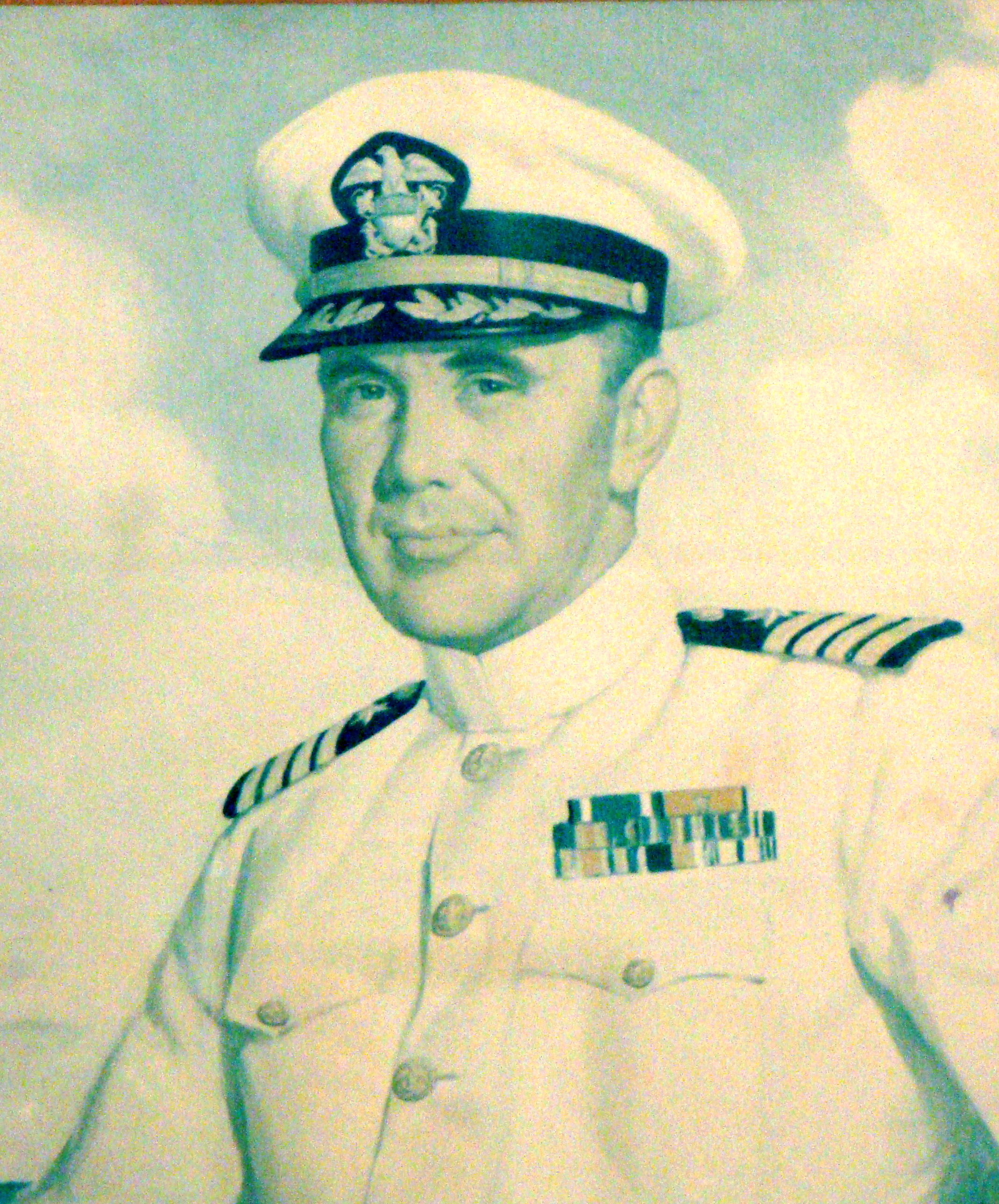
Captain A.Winfield Chapin, U.S.Navy

Im Oktober 1943 wurde eine Basis der United States Navy bei Penarth Docks (heute Penarth Marina) angelegt. Viele der dort stationierten Truppen beteiligten sich am D–Day in der Normandie. Die Basis stand unter dem Kommando von Captain Arnold Winfield Chapin USN. Chapin beschenkte Penarth mit einem Gemälde Penarth Docks in 1944 für „the people of Penarth“, welches sich heute im Town Council-Gebäude Kymin House befindet.
1944 wurde Penarth Dock und der Dockstrand bis nach Penarth Headland belegt mit den Invasions-Barken, die für die Operation Overlord eingesetzt wurden. Viele der zur Verteidigung ausgerüsteten Handelsschiffe wurden mit amerikanischen Sherman-Panzern und US-amerikanischer Crews beladen, die in Penarth nach der Spezialausbildung einquartiert worden waren und in einem riesigen Dorf aus Quonset Huts oder Nissen Huts untergebracht waren, die in Neale's Wood, heute Northcliffe Estate, neben der Headlands School untergebracht waren.
Die britischen Kommando-Einheiten trainierten in den Penarth Cliffs, um die Abmessungen der Klippen in der Normandie richtig einschätzen zu können. Mehrere der Invasions-Fahrzeuge wurden nicht benutzt und lagen verrottend am Dockstrand bis in die 1950er Jahre, wo sie von den ansässigen Kindern als Abenteuerspielplatz genutzt wurden.
Tausende von Brand- und Sprengbomben wurden während des Kriegs über Penarth abgeworfen und bis in die 1970er Jahre waren Blindgänger im Schlick und Sand an den Stränden zwischen Penarth und Cardiff zu finden. Bis heute können noch Blindgänger auftauchen.

### Nachkriegszeit

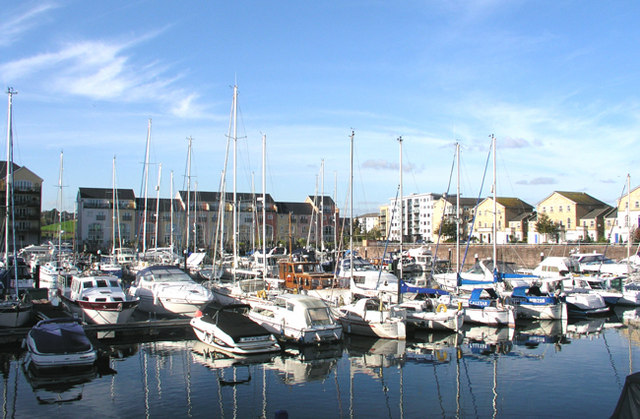
Penarth Marina. Die gezeigten Schiffe liegen in dem ehemaligen Outer Basin von Penarth Docks.

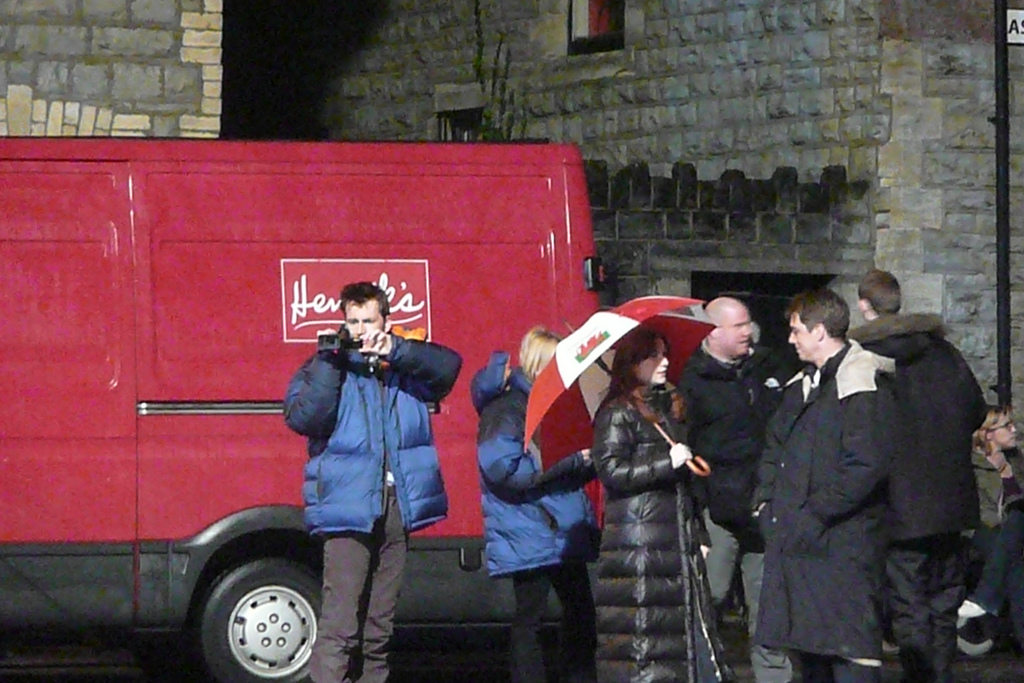
Die Stars aus Doctor Who, David Tennant, Billie Piper, Catherine Tate, John Barrowman während einer Drehpause an der Ecke High Street/Arcot Street.

Der Kohlehandel von Penarth Docks aus wurde bis in die 1930er langsam aufgegeben und die Docks schlossen 1936, wurden jedoch nochmals für Handels- und Kriegszwecke im Zweiten Weltkrieg eröffnet. Ab den 1950er Jahren bis 1965 wurden die Hafenbecken von der Royal Navy genutzt, um Dutzende Zerstörer und Fregatten „einzumotten“ („mothball“) für die Reserve Fleet, nicht mehr gebrauchte Kriegsschiffe, die nach und nach verkauft oder verschrottet wurden. 1967, nach knapp hundert Jahren der kommerziellen Nutzung, verfielen die Docks und ein großer Teil davon wurde als Deponie genutzt. Das größte Bassin, No 2 Dock, bei Cogan End, ist mittlerweile komplett verfüllt, begrünt und von Straßen umgeben.
1987 eröffnete die neue Penarth Marina. No 1 Dock und die äußeren Hafenbecken wurden wieder ausgebaggert, um Liegeplätze für 350 Yachten zu schaffen. Rundherum entstanden große moderne Wasserfront-Wohngebäude und mehrere Kleinwerften. Das alte Dock Office and Excise House wird als Restaurant genutzt und nur das denkmalgeschützte Marine Hotel steht verfallend und abgesperrt da. Der Bau der Penarth Marina war eines der entscheidenden Vorbilder für das spätere ähnliche Strukturwandel-Programm in der Cardiff Bay.
Penarth ist eines der wohlhabendensten Gebiete im Vale of Glamorgan und die Immobilienpreise sind konstant auf hohem Niveau. Marine Parade (Millionaires' row), mit ihren großen, viktorianischen Villen und auch modernen Designervillen mit Blick über den Bristolkanal, gilt als feinste Straße in Penarth, auch wenn verschiedene Anwesen in Apartments aufgeteilt oder in Pflegeheime umgewandelt wurden. Die Häuser in Penarth haben verschiedene Bauformen von dreistöckigen viktorianischen Häusern aus rotem Backstein in Plymouth und Westbourne Road bis zu kompakten Stein-Reihenhäusern in Cogan und Upper Penarth. Viele der großen Häuser in Plymouth Road, Westbourne Road, Victoria Road und Archer Road, die ursprünglich große Einfamilienhäuser waren mit Bediensteten-Wohnungen in den oberen Etagen, wurden umgebaut in Mehrparteien-Gebäude mit Eigentumswohnungen. Penarth Marina hat dagegen moderne Stadthäuser, Apartments und Designer-Penthäuser.
1930 baute General Post Office (GPO), die spätere British Telecom (BT), ihr Haupt-Fortbildungszentrum, das Telephone Engineers' College an der Ecke von Lavernock Road und Victoria Road, wo Ingenieure aus dem ganzen Vereinigten Königreich an Grund- und Aufbaukursen teilnahmen, die bis zu acht Wochen dauerten. Das College schloss in den 1980er Jahren und stand lange Jahre leer, bis es einem neuen Wohnkomplex weichen musste.
1965 bauten die kooperierenden Cardiff Universities ein vielgeschossiges International House an der Plymouth Road, um zusätzliche Studentenwohnheime für bis zu 300 internationale Studenten am University College, Cardiff, und am University of Wales Institute of Science and Technology zu schaffen. Dies wurde nach knapp 30 Jahren Nutzung in den späten 1990er Jahren aufgegeben und das Gebäude in ein Pflegeheim umgewandelt. Es gibt Pläne, ein neues Boutique Hotel in Penarth Marina, das Marine Hotel, zu errichten.
Penarth war wiederholt Filmkulisse für mehrere BBC TV-Serien, unter anderem mehrere Episoden von Doctor Who (The Stolen Earth). In einer Szene schießt ein Dalek auf den „Doctor“. Diese Szene wurde an der Kreuzung von Arcot Street und Queen's Road aufgenommen. Szenen für Torchwood, The Sarah Jane Adventures, Gavin & Stacey und Casualty wurden ebenfalls in Penarth gedreht.
Penarth erhielt 2017 eine Auszeichnung als einer der Best Places to live in Wales.
Heute ist Penarths High Street (Windsor Road) die Haupteinkaufsstraße. Die meisten Firmen in Penarth sind lokale Dienstleister, aber es gibt auch einige große und internationale Firmen.

## Verwaltung und Politik

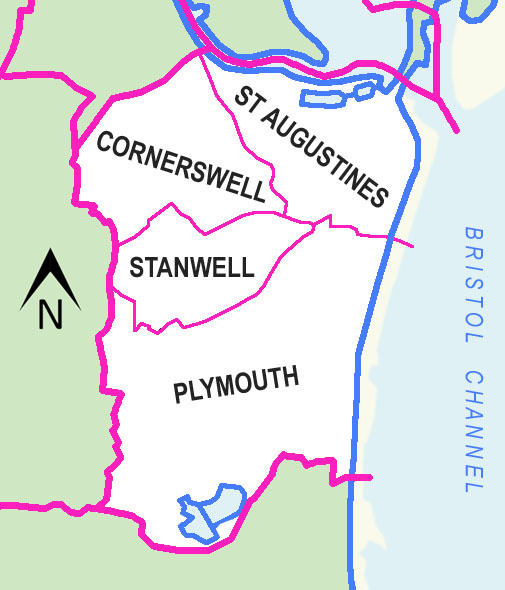
Electoral wards of Penarth

### Town Council
Penarth ist in vier Electoral Wards eingeteilt: Plymouth, Stanwell, Cornerswell und St Augustine's. Die ersten drei sind nach ihren Hauptstraßen und der letzte ist nach der landschaftsbestimmenden Kirche auf Penarth Head benannt. Plymouth Ward und Stanwell Ward sind die traditionellen Viertel, von denen die Familien ihre Kinder in Penarths Stanwell School schicken. Cornerswell Ward umfasst die Cogan Community sowie das Dichterviertel, wo die Straßen nach Wordsworth, Milton, Tennyson und Chaucer benannt sind. Das St Augustine's Ward umfasst keine abgegrenzte community, sondern erstreckt sich vom Marina-Viertel über das Gebiet von Penarth Head bis ins Stadtzentrum und nach Old Penarth bis zur Kreuzung der Stanwell und der Cornerswell Road. Die Wards Cornerswell, Stanwell und St Augustine's sind fest in der Hand der Labour Party, Plymouth Ward wird im Vale of Glamorgan County Council von der Conservative Party vertreten.
Der Bürgermeister ist gegenwärtig (2017/8) Cllr Kenneth Lloyd von Cornerswell Ward.

### Politische Ebenen
Die vier Wahlbezirke von Penarth entsenden County Councillors ins Vale of Glamorgan Council. Für den „Westminster-Wahlbezirk“ (Cardiff South and Penarth) ist gegenwärtig Stephen Doughty (Labour & Co-operative Party) im Parlament. Er wurde am 8. Juni 2017 wiedergewählt. In der National Assembly for Wales sitzt gegenwärtig Vaughan Gething für die Labour & Co-operative Party.
Daneben gibt es vier Regional Assembly Members, die ebenfalls die Region vertreten: David Melding AM (Conservative), Andrew RT Davies AM (Conservative), Neil McEvoy AM (Plaid) und Gareth Bennett (UKIP). Im Europäischen Parlament waren die vier Abgeordneten Jill Evans (Plaid Cymru), Nathan Gill (UKIP), Kay Swinburne (Conservative) und Derek Vaughan (Labour) vertreten.

## Geographie

### Küste

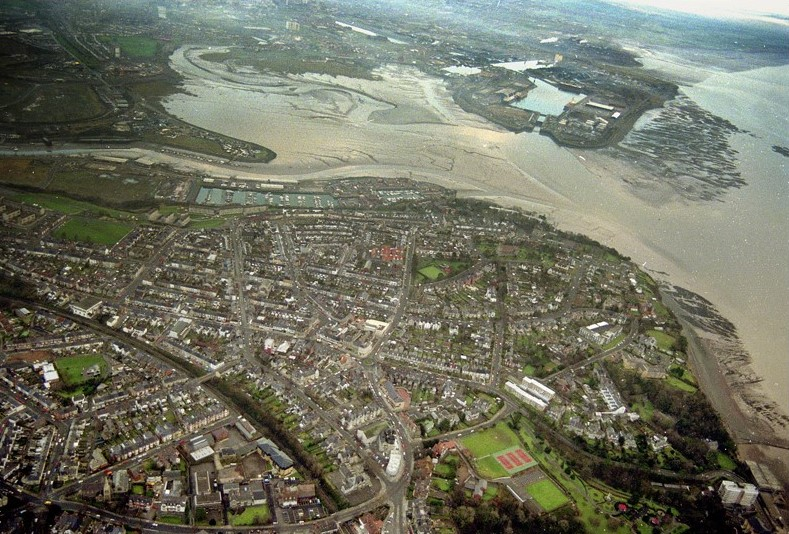
Penarth, Cardiff Bay und Cardiff Docks (oben rechts).

Penarth liegt 5.2 Meilen (8,4 km) südwestlich von Cardiff. Die Infrastruktur hat sich in den letzten Jahren stark verbessert und es gibt eine gute Zugverbindung. Die Cardiff Bay Barrage (Damm) zwischen Penarth Head und Grangetown wurde 1999 fertig gestellt und bald darauf in Betrieb genommen. Die Stauung der Flüsse River Taff und River Ely ließ in der Cardiff Bay einen Süßwassersee mit einer Fläche von 2 km² (202.35 ha – 500 acre) entstehen. Damit verbunden wurde eine Abkürzung für Fußgänger und Radfahrer nach Cardiff geschaffen (seit 27. Juni 2008).
Eine imaginäre Linie zwischen Lavernock Point, 2 Meilen (3 km) südwestlich von Penarth, und Sand Point, Somerset, markiert die Untergrenze des Severn-Ästuars und den Übergang zum Bristolkanal, dementsprechend gehört Penarth technisch gesehen zum Gebiet des Severn-Ästuars. Aufgrund des extremen Tidenhubs gibt es starke Strömungen, die über mehrere Stunden Fließgeschwindigkeiten von 7 Knoten (14 km/h) erreichen können. Der Anstieg und Fall der Tiden bei Penarth ist der zweithöchste Tidenhub in der Welt und zu bestimmten Mondphasen (Frühlings- und Herbst-Äquinoktium) kann das Hochwasser sogar Esplanade Wall und Straßen überschwemmen.

### Böden
Die Gesteinsschichten im Umkreis von Penarth sind generell Kalkstein-Formationen, die sich in einem prähistorischen warmen Flachmeer gebildet haben. Während der Eiszeiten vor ca. 18.000 Jahren wurden sie vielfältig abgeschliffen und geformt. Daraus entstand ein reicher, brauner und trockener Boden, der ideale Wachstumsbedingungen für den mittelalterlichen Getreideanbau bot. Der Kalkstein wurde über einen Zeitraum von fast hundert Jahren bei der Cosmeston Quarry abgebaut und in der Snocem Cement-Fabrik in Lower Penarth verarbeitet. Der Steinbruch wurde 1970 geschlossen und als Landschaftspark in den Cosmeston Lake verwandelt.

### Klippen

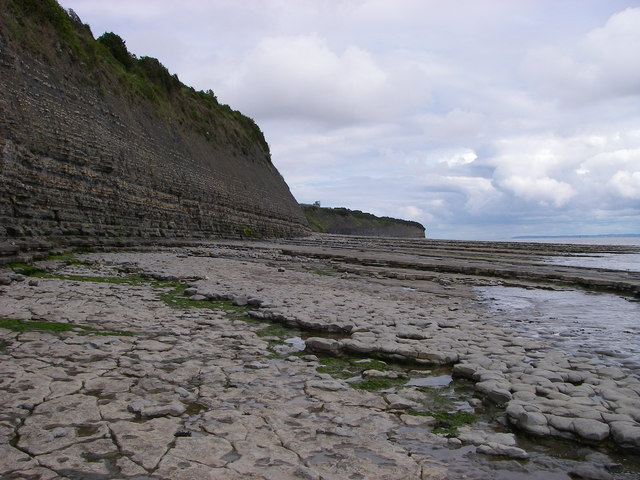
Klippen bei Penarth.

Die Stadt liegt auf den Klippen einer speziellen Felsformation, die als Penarth Group of Rocks oder Penarth coeval strata bekannt und in Großbritannien weit verbreitet ist. Die Penarth Cliffs bestehen aus Kalkstein mit zwischenliegenden Alabaster-Schichten. Sie enthalten die größte bekannte Lagerstätte von Pink Alabaster in der Welt, der zwar sehr dekorativ ist und lokal gerne verwendet wird, allerdings gegenüber dem besser zu verarbeitenden weißen Alabaster zurücksteht.
Das Hauptproblem der weichen Kalk- und Alabasterschichten ist die fortschreitende und nicht aufhaltbare Erosion. Felsabbrüche sind häufig und Wanderer am Strand sollten nicht zu nahe an den Felswänden laufen. Daher wurde ein dreisprachiges Schild angebracht:
„Caution: Beware of stones falling from the cliff. Beware of being caught by the high tides.

Rhybudd: Gochelwch y ceryg yn syrthio or dybin uwchben ar perygl o fod ar y traeth pan y mae y llanw yn dod i mewn.

Avis: Attention à la marée montante! Attention aux debris de roc oui (sic = „qui“) se detachent des falaises“
Das Kliff hat sich in jüngerer Vergangenheit viele Meter zurückgezogen. Das Gebiet rund um Penarth Head ist dabei besonders betroffen. Einige Gebäude auf den Klippen sind bereits abgestürzt. Eine eiserne Treppe aus der Zeit vor dem Ersten Weltkrieg, die von Penarth Head zum Strand führte, wurde schon in den 1950er Jahren durch die Erosion zerstört.

## Erneuerung von Seafront und Stadtzentrum

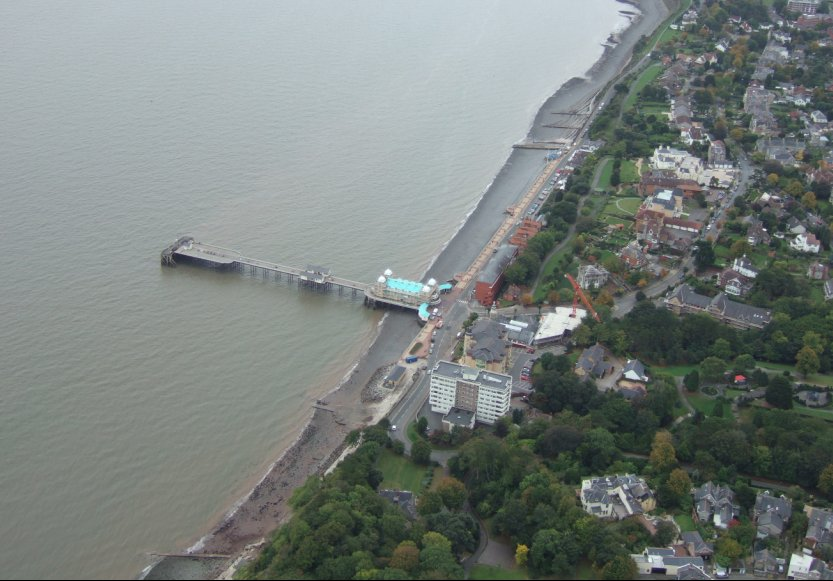
Luftbild vom Strand

Trotz Verschönerungen des Stadtzentrums wurden seit den 1980ern an Penarth Seafront viele viktorianische Hotels und Häuser abgerissen, um für moderne Apartmentblocks Platz zu schaffen. Das Theater und Bars am Pier verfielen, obwohl der Pier selbst für die Öffentlichkeit zugänglich blieb.
Im August 2008 wurden Pläne für einen Umbau des beschädigten Pavillons am Pier veröffentlicht. Die National Lottery stellte zwei Millionen Pfund zur Verfügung, um ein Kino mit 98 Sitzen und ein Theater, ein Café und eine Galerie, Bar und ein großes Vielzweck-Areal zu bauen, welches das viktorianische Gewölbedach erhält. Das Vale of Glamorgan Council beantragte dazu eine Anschubfinanzierung von 800.000 Pfund, um die Mittel des Lottery Fund annehmen zu können. Dieser Antrag wurde jedoch aufgrund fehlender Mittel abgelehnt. Im Herbst 2008 wurden eine Penarth Town Centre Task and Finish Group gebildet, um einen positiven Ansatz der Stadt zu finden. Im November 2009 gewährte der National Lottery Heritage Fund weitere 99.000 Pfund, um weitere Planungen anstellen zu können. Letztendlich konnte 2011 eine komplette Finanzierung erstellt werden und die Arbeiten begannen im Februar 2012.

## Sehenswürdigkeiten

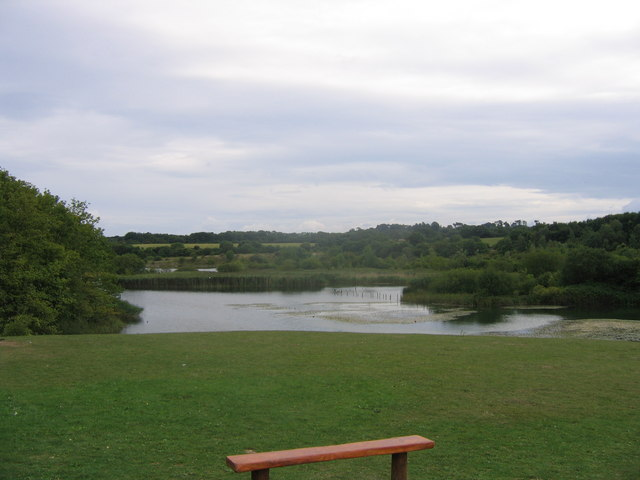
Cosmeston Lake view

Cosmeston Lakes Country Park ist seit 1970 ein beliebtes Ausflugsziel. Rund um den See gibt es Wanderwege in Wald- und Heide-Flächen und am See kann man viele Wasservögel beobachten. Cosmeston Medieval Village ist täglich geöffnet und bietet historische Reenactments.
Turner House Gallery liegt am Gipfel der Plymouth Road und ist gegenwärtig Ausstellungsraum für die Ffotogallery, die nationale Photography Development Agency für Wales. Die Galerie wurde bereits 1888 von James Pyke Thompson eröffnet, der ursprünglich seine eigene Kunstsammlung dort ausstellte. Eine kleine Art Gallery bei Washington Buildings ist ein geschmackvoll hergerichtetes Art-déco-Kino aus den 1930er Jahren.
Alexandra Gardens ist der bedeutendste viktorianische Park der Stadt, der 1902 eröffnet wurde mit bunten Blumenbeeten, Hainen, einem ornamentalen Fischteich, Konzert-Pavillon und dem Cenotaph Memorial für die Gefallenen der beiden Weltkriege. Der Park erstreckt sich vom Stadtzentrum bis zum Meer und ist nur durch einen schmalen Streifen vom Windsor Gardens Park getrennt, der oberhalb und parallel zur Esplanade verläuft.
Die Paget Rooms sind Veranstaltungsorte für Tanzveranstaltungen, Pop-Konzerte und Theateraufführungen. Tom Jones spielte eines seiner letzten Konzerte in Großbritannien in den Paget Rooms, bevor er nach Amerika zog. Die walisische Band Man hat ein Live-Album in den Paget Rooms aufgenommen mit Hilfe des berühmten mobilen Studio von Decca Records, mit dem auch Aufnahmen der Rolling Stones gemacht wurden. Unter Sammlern werden noch einige Exemplare der Vinyl-Platten gehandelt, die den unkorrekten Namen Live at the Padget Rooms, Penarth führen.

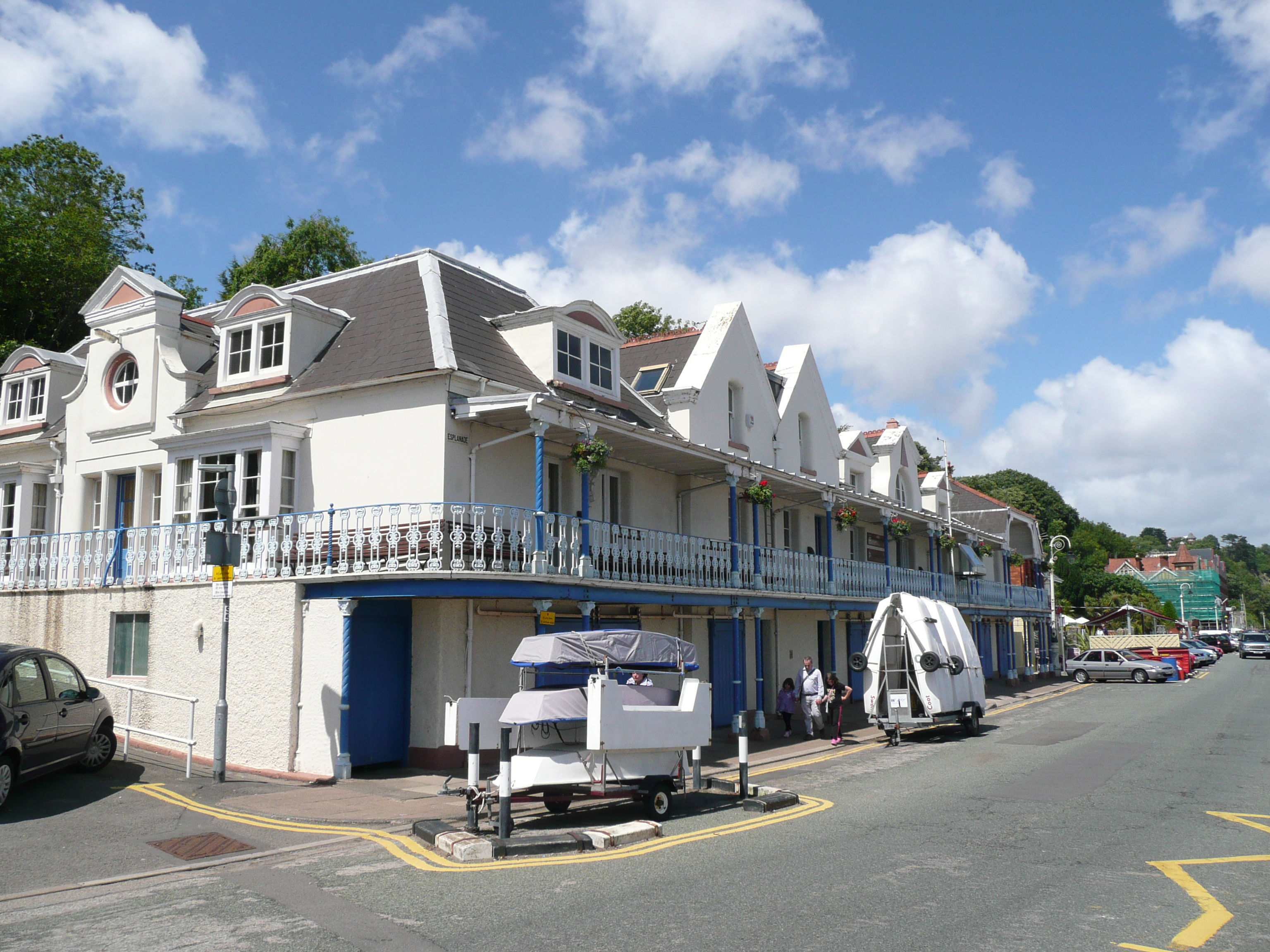
Penarth Yacht Club

Die Beachfront Promenade ist ein beliebtes Touristenziel mit dem viktorianischen Italian Garden, in dem zahlreiche Palmen und exotische Pflanzen angebaut werden. Die Überreste des ursprünglichen viktorianischen Piers sind ein sommerlicher Anlaufpunkt für die Ausflugsboote, die im Bristolkanal unterwegs sind und der Pier wird im Winter als Angelplatz genutzt. Auch der historische Penarth Yacht Club von 1883 an der Penarth Lifeboat Station (RNLI lifeboat station) und der angeschlossene Laden zusammen mit mehreren Cafés und Restaurants sind ein beliebtes Touristenziel am Ufer. Die Seafront ist nicht so stark mit Spielhallen kommerzialisiert wie viele andere viktorianischen Ferienziele. Der städtische Swimming Pool und die Bäder aus dem späten 19. Jahrhundert wurden in den 1980er Jahren geschlossen und nach einer kurzen Wiederbelebung als Bar und Bistro wurden sie kürzlich in Luxuswohnungen umgebaut, wobei die viktorianischen Fassaden erhalten blieben.

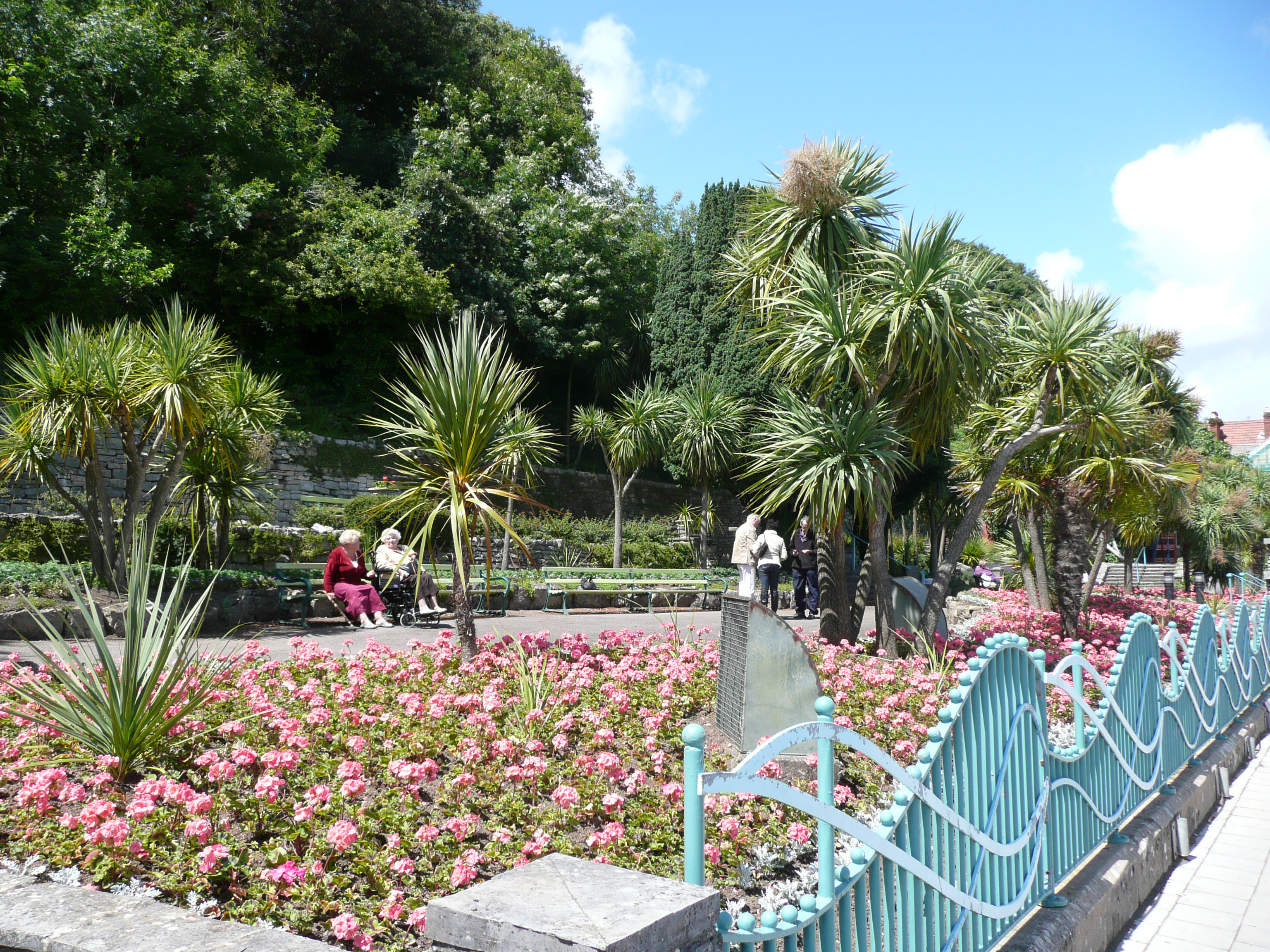
Italian Gardens

Der Klippenhöhenweg führt zu den Buchten von Lavernock, St Mary’s Well und Swanbridge mit den Stränden und dem historischen Gebäude, wo Guglielmo Marconi die erste Radiobotschaft über das offene Meer versandte (Lavernock). Die alte Bahntrasse, die früher Penarth mit Cadoxton und Barry Island verband, wurde im Zuge des Umgestaltungsprojekts der 1970er Jahre (Reshaping of British Railways, Beeching-Axt) geschlossen und in einen Grünkorridor und Fahrradweg umgewandelt, der von der Archer Road Rail Bridge bis zur Fort Road Bridge in Lavernock reicht. Die Überreste der Lavernock Fort Gun Battery wurden als Ancient monument aufgelistet. Das Lavernock Point Nature Reserve wird vom Wildlife Trust of South & West Wales betreut.
Die Stadt hat das zwei Wochen dauernde Penarth Holiday Festival im Juli eingeführt. Seit 1966 werden dabei Konzerte, Events und Feierlichkeiten in der Stadt veranstaltet (Popkonzerte, Regattas und Schnellbootrennen, donkey derbies, Paraden, Messen und Feste in den Parks, Tea Dances, Stage Shows, Kunstausstellungen und Feuerwerks-Darbietungen). 1970 wurde das Festival mit einer Flugshow der Red Arrows über den Klippen und entlang des Ufers eingeführt.
Bei Penath wurden über einen Weg von 50 Metern von Dinosauriern hinterlassene Fußabdrücke entdeckt, die aus der Trias stammen.

## Bildung
St Cyres Comprehensive School (früher: Penarth County Secondary School) bietet insbesondere ein eigenes Welsh Baccalaureate Programme an in Verbindung mit dem International Baccalaureate Programme. Die Schule hatte ursprünglich zwei Standorte mit den Klassenstufen 7 bis 9 und 10 bis 13 in Penarth und dem nahegelegenen Dinas Powys. Seit 2011 wird an einem neuen vereinten Campus für ca. 1.500 Schüler gebaut. Die Schüler von St Cyres kommen vor allem von den Grundschulen in Dinas Powys (Llandough Primary, Fairfield County Primary, Cogan Primary u. a.). Im Herbst 2008 wurde St Cyres die erste Fairtrade Secondary School in Penarth. 

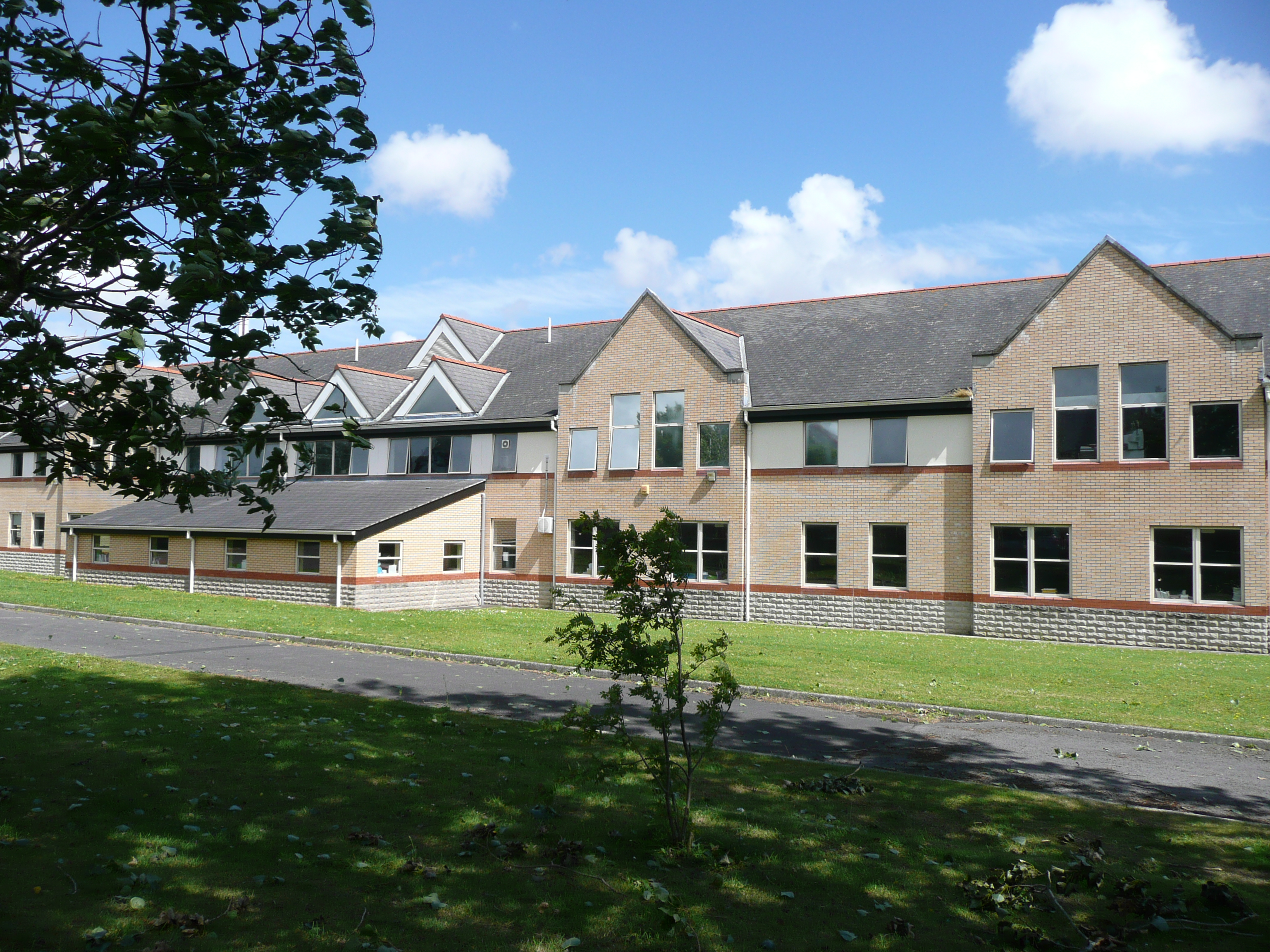
Stanwell School

Stanwell School (früher: Penarth County Grammar School) ist eine koedukative Comprehensive School für 11- bis 18-jährige. Die Schule wurde in den letzten Jahrzehnten mit viel Geld modernisiert. Spezielle Unterrichtsräume für Science (Wissenschaften), Drama, Musik, Media Studies, Physical Education (Sport), Informations-Technologie, Kunst und Design-Technologie wurden geschaffen. Die Schule hat gegenwärtig ca. 2.000 Schüler. Die Schule bekommt ihre Schüler vor allem aus den Schulen von Stanwell (Albert Road, Victoria, Evenlode, Sully Primary School).
Westbourne House School Penarth ist eine kleine koedukative Privatschule (Independent Day School), Vorschule (nursery) und Preparatory school für Kinder zwischen 3 und 18 an der Kreuzung von Stanwell Road und Hickman Road mit ca. 160 Schülern. Sie hat 24 Mitarbeiter und 2 Teaching Assistants. Die Schule führte das spezielle Diploma Programme of the International Baccalaureate Organisation ein. Sie gilt als national führende Schule und gehört zur Montague Place Group of Independent Schools.

### Grundschulen
Grundschulen (Primary schools) sind Cogan County Primary, Ysgol Pen-y-garth (Welsh medium), St Joseph’s katholische Primary and Nursery School, Fairfield Primary School Penarth, Victoria Primary, Albert Road Primary, Evenlode Primary und Llandough Primary School.

## Religion

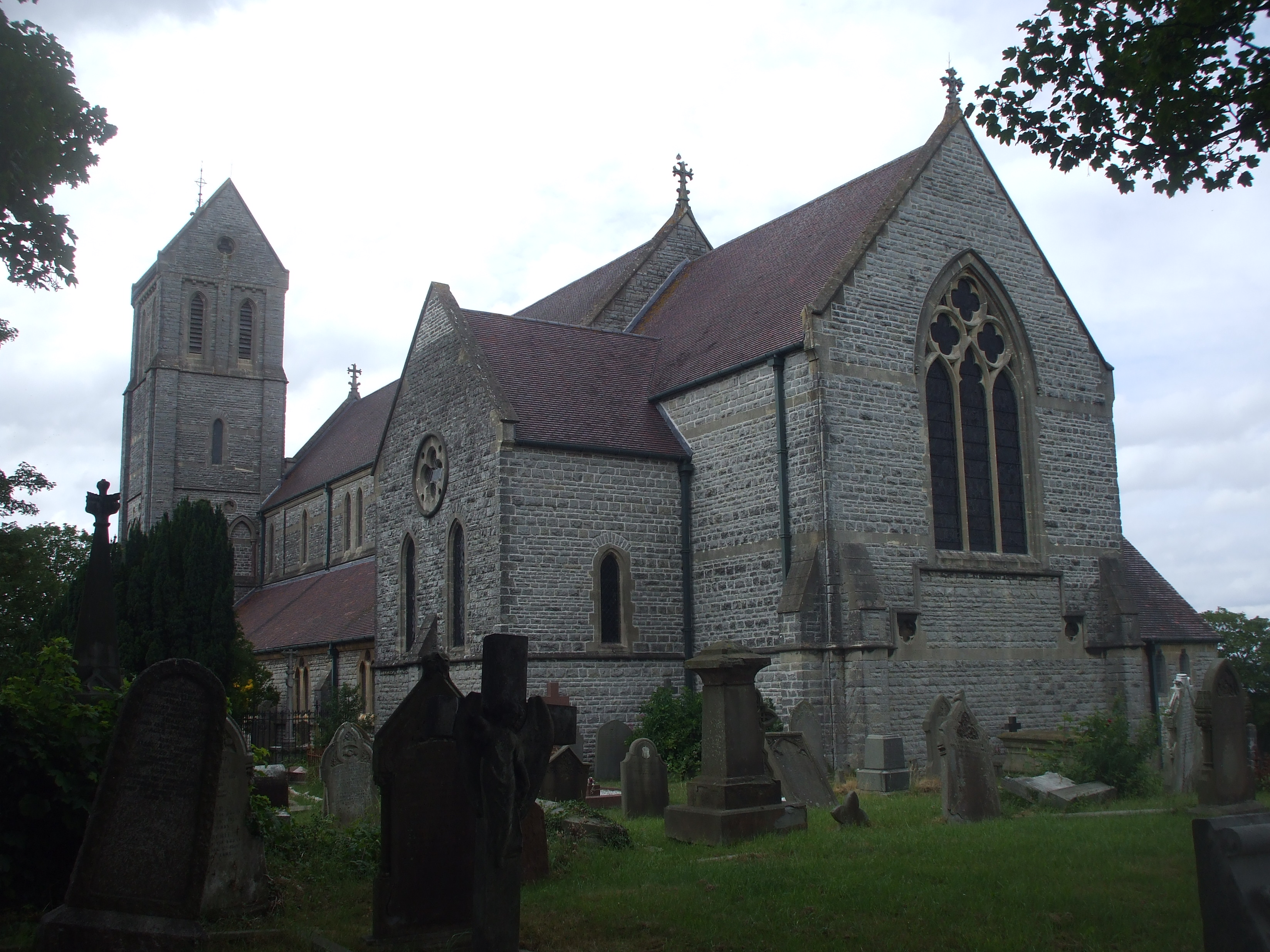
St Augustine's Church

St Augustine's Church steht am Church Place in Penarth Headland. Die heutige Kirche steht auf dem Platz eines Vorgängerbaus, der vermutlich bis 1240 zurückverfolgt werden kann. Die Kirche wurde 1865 abgerissen und die neue, größere Kirche wurde 1866 zu Kosten von £10.000 erbaut. Den Bau hatte Harriet Windsor-Clive, 13th Baroness Windsor finanziert. Das Gebäude wurde vom berühmten viktorianischen Architekten William Butterfield entworfen und gilt als eine seiner besten polychromen Kirchen. Das Innere ist gestaltet durch eine Mischung von farbigen Ziegeln und Steinen in gelb, pink, rot, schwarz und weiß. Aufgrund ihres weithin sichtbaren Turmes war schon die alte Kirche auf nautischen Karten eingezeichnet. Auf Wunsch der Admiralität wurde ein ähnlicher Satteldach-Turm in den Neubau mit einbezogen. Der neue Turm war jedoch 90 ft (30 m) hoch, viel größer als der alte. St Augustine's wurde in Grade I der Statutory List of Buildings of Special Architectural or Historic Interest aufgenommen. Das Kirchhofkreuz ist mittelalterlich und stammt von der ursprünglichen Kirche, aber ein großer Teil seiner Verzierungen ist verwittert.

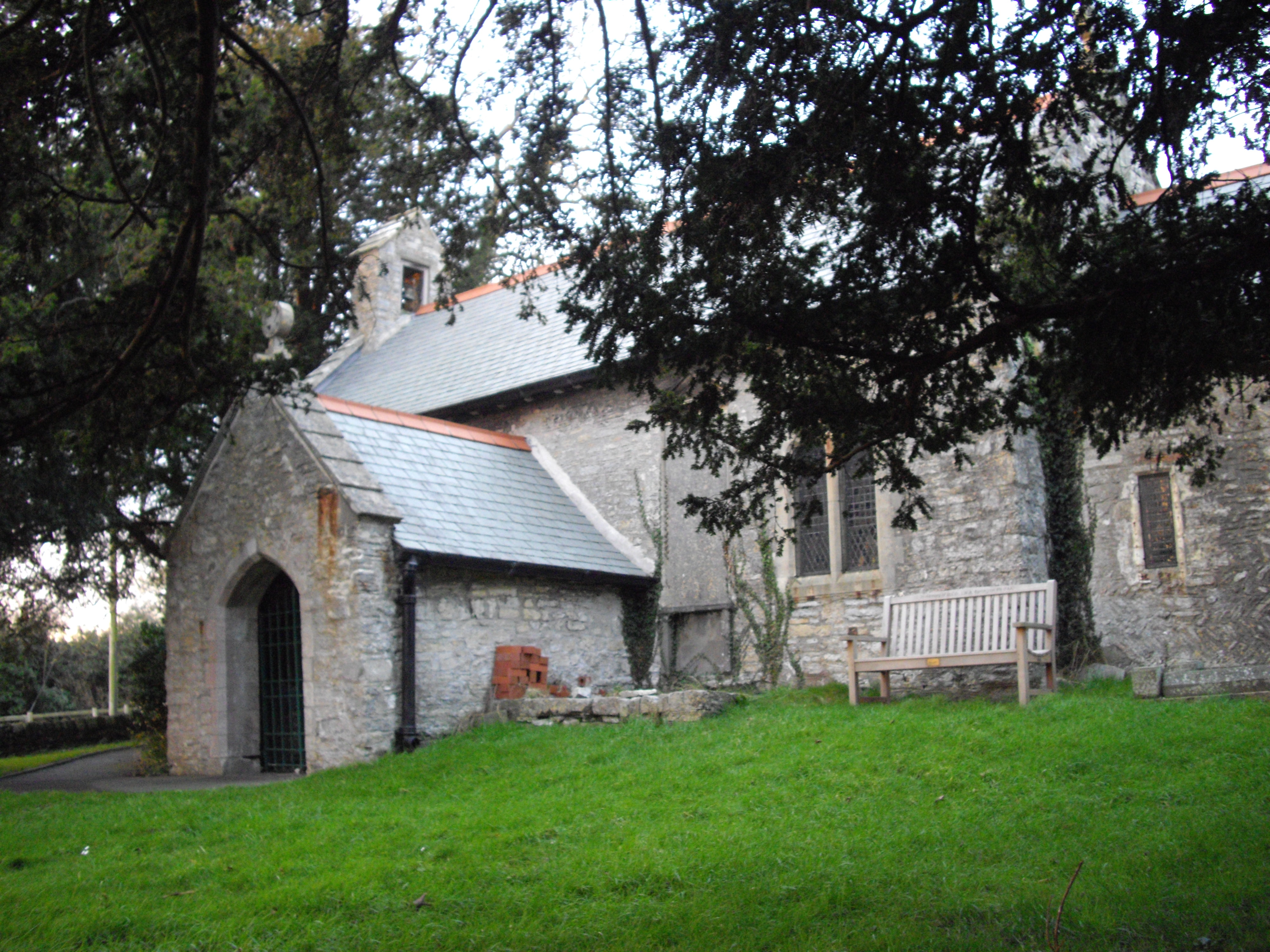
St Peter’s Church

St Peter’s Church (Old Cogan Church), eine Kirche der Church in Wales liegt an der Sully Road und könnte auf einen hölzernen/schiefernen Vorgängerbau aus dem 9. Jahrhundert zurückgehen.
All Saints Church in Wales befindet sich am Victoria Square. Sie wurde vom Earl of Plymouth 1892 erbaut, auf einer Grünfläche, die vorher als Cricket- und Rugbyfeld genutzt worden war und die von dem wohlhabenden Metzger David Cornwall gestiftet worden war. Die Kirche ist heute von einem späteren Wohngebiet umgeben. Sie wurde durch einen deutschen Luftangriff 1943 zerstört, aber wieder aufgebaut und 1955 wieder eröffnet.

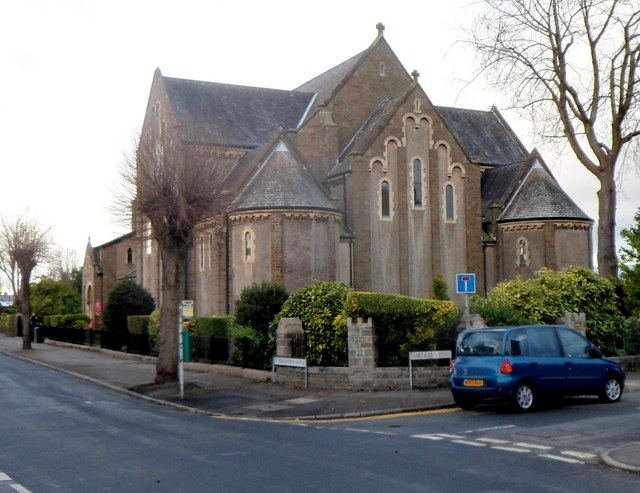
St Joseph’s Church

St. Joseph’s Roman Catholic Church steht an der Wordsworth Avenue. Die Kirche wurde von ihrem ursprünglichen Platz an dem Dreieck gegenüber dem alten Royal Hotel verlegt. Die ursprüngliche Kirche mit Schule wurde von Bischof John Hedley 1873 erbaut.
Trinity Methodist Church, eine methodistische Kirche steht am Woodland Place. Die jetzige Kirche wurde 1901 in neogotischem Stil erbaut und besitzt den einzigen Spitzturm in der Stadt. Sie wurde von Henry Budgen entworfen. Die Gemeinde hatte sich seit 1890 in einem Eisengebäude versammelt, an der Stelle, die heute noch als Playter's Church bekannt ist. 1896 wurde eine Schule angebaut. Trinity wurde mehrfach durch Bomben beschädigt und die Buntglas-Scheiben wurden zur Sicherheit in der Coed Ely Coal Pit in Gilfach Goch eingelagert. 1970 wurde eine Tagesbetreuung für Senioren eingerichtet und 1986 wurde durch einen radikalen Umbau der Schulräume ein Zentrum mit Versammlungsräumen, Jugendclub, Küche und Toiletten gestaltet.

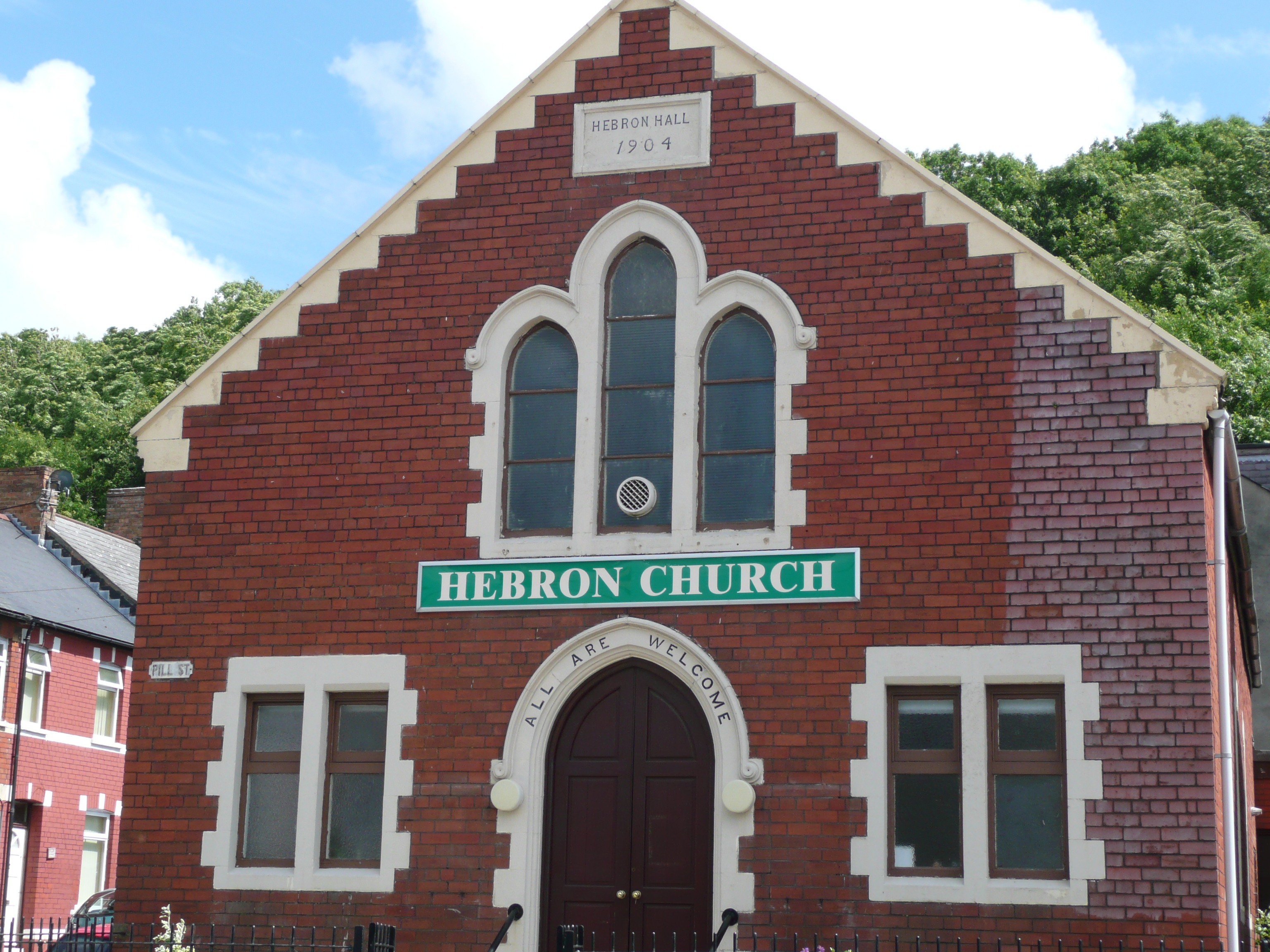
Hebron Church

Eden Church Penarth trifft sich in der Oberen Halle der Trinity Methodist Church in Woodland Place. Die Gemeinde wurde 2014 gegründet.
Albert Road Methodist Church befindet sich an Albert Road und Albert Crescent.
Tabernacle Baptist Chapel, eine Baptisten-Gemeinde ist in Plassey Street.
Hebron Church befindet sich in Pill Street, Cogan.
Die United Reformed Church ist in Elfed Avenue.
Der Königreichssaal der Zeugen Jehovas is in Plassey Street.

## Sport
In Penarth gibt es einen Men's- (established 1911) und Ladies' (established 1896)-Hockey Club. Die Männer gewannen 2015/16 den Welsh Trophy Cup. Sie spielten auch in der EuroHockey Competition in der Ukraine im Mai/Juni 2017.
Die Damen spielen in der South Wales Premier 1 Division (2011/12).
Der Penarth Cricket Club wurde 1851 gegründet und ist einer der ältesten Cricket Clubs in South Wales. Er spielt in der South Wales Premier League. Die Heimspiele werden seit 1924 am Athletic Ground an der Lavernock Roadausgetragen. Das Gelände wurde der Stadt von Robert Windsor-Clive, 1. Earl of Plymouth zur Verfügung gestellt und gemeinschaftlich mit dem Penarth Rugby Club, Penarth Hockey Club, und Penarth Lacrosse Club benutzt.
Penarth Lacrosse Club hat mehrere Spieler ausgebildet, die für Wales auf Nationalem und Internationalem Niveau spielen. Der Cricket Club betreibt vier Mannschaften. Einige Mitglieder haben auch für Glamorgan CCC und Wales MC gespielt.
Der ehemals berühmte Penarth Rugby Football Club (Penarth RFC) ist ebenfalls im Athletic Ground untergebracht. Penarth RFC veranstaltete das Barbarians Football Club (Barbarian F.C.)-Turnier jeden Karfreitag bis 1986. Daraus entstand die Baa-Baas Annual South Wales Tour (Cardiff RFC am Samstag), Swansea RFC am Ostermontag und Newport RFC am Dienstag). Am Gründonnerstag hatte die Barbarian Rugby Squad freien Eintritt im Glamorganshire Golf Club. Am Ostersonntag veranstaltete der Golf Club sein jährliches Turnier Barbarian Cup mit einem Gala-Abend im grand Esplanade Hotel, welches aber im Mai 1977 abbrannte,
Es gibt auch einen Rugby Union Club, Old Penarthians RFC, der aus 'old boys' der Penarth County Grammar School entstand.
Drei Fußballvereine gibt es in der Stadt: Cogan Coronation AFC (Coro), gegründet 1960, spielt im Penarth Leisure Centre. Die Spieler Mark Eley, Liam Beddard und Torwart Stewart Owadally haben für die Football Association of Wales gespielt. Inter Penarth AFC ist der zweitälteste Club, gegründet erst Ende der 1990er. Penarth Town AFC wurde erst kürzlich gegründet.
Glamorganshire Golf Club befindet sich in Lower Penarth und gilt als schönster Golfplatz im Fürstentum. Der Platz wurde 1890 gebaut und 1898 war der Club Testort für Frank Stablefords neues Stableford-Golf-Bewertungssystem.
Es gibt zwei Tennisclubs: Penarth Lawn Tennis Club und Windsor Lawn Tennis Club. Beide spielen in der Tennis Wales South Doubles Leagues und haben Spiele in der National Junior Club League und Vale of Glamorgan Mini Tennis Club League. Windsor Lawn Tennis Club ist in Larkwood Avenue. Er verfügt über sieben Hartplätze und einen Grasplatz. Penarth Lawn Tennis Club in Rectory Road ist der zweitälteste Tennisclub in Wales (established 1884). Er verfügt über sechs beleuchtete Hartplätze und eines der ältesten Tennis-Clubhouses der Welt.
Cogan Leisure Centre ist ein modernes Sportgelände mit Schwimmhalle und großen Sportplätzen. Das neue Cardiff Sports Village liegt etwa 3 km vom Stadtzentrum entfernt.
Auch Penarth Sea Cadets haben ein Vereinslokal in der Stadt.
Cardiff Morris ist ein Tanzsportverein für traditionelle Tänze aus Wales und England. Sie tanzen nach der Tradition der Morris Dances der Nantgarw Tradition (unter anderem Y Gaseg Eira – The Snow Mare). Sie treffen sich wöchentlich in The Anchor in Taffs Well oder dem Windsor Arms Public House in Penarth.
Penarth Amateur Boxing Club trifft sich in Station Road.
Penarth Bowls Club ist in der Rectory Road in einem Bowling Green, das ursprünglich ein tiefer Kalksteinbruch war.
Auch die South Wales Comedy Writers Society hat ihre Basis in Penarth.

## Verkehr

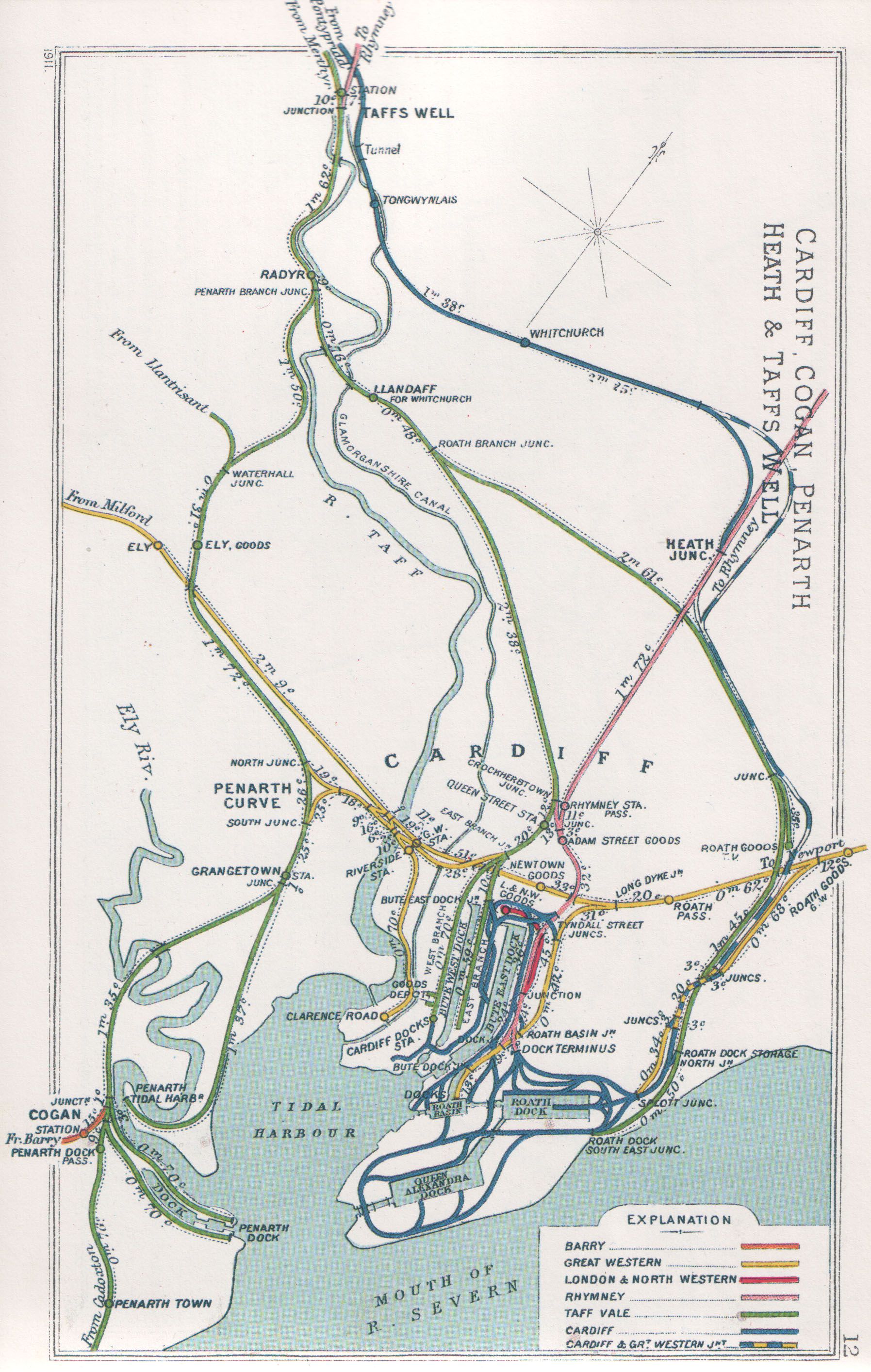
Eine Eisenbahnkarte von 1911.

Penarth Railway Station ist Anschluss der Stadt und Ende des Penarth Branch der Vale of Glamorgan Line von Cardiff. Es ist eine Erweiterung der Linie die ursprünglich 1865 von der Taff Vale Railway erbaut wurde um die neu gebauten Docks zu bedienen. Die Penarth Dock Railway Station wurde aber 1962 geschlossen. Alle Dienste auf dieser Linie werden von Arriva Trains Wales als Teil der Valley Lines im National Rail Network bedient. Dingle Road Railway Station ist ebenfalls nahe dem Stadtzentrum. Der Barry Branch der Vale of Glamorgan Line verläuft durch Cogan Railway Station beim Cogan Leisure Centre.
Es gibt Busverbindungen durch Cardiff Bus und First Cymru von Cardiff City Centre.
Penarth ist mit West-Somerset und Nord-Devon wie Minehead, Ilfracombe und Lundy Island durch die Paddle Steamer Waverley und MV Balmoral verbunden, die seit sechzig Jahren von Penarth Pier aus verkehren. Viele Touristen kamen durch die Ausflugsboote über den Bristolkanal und Touristen aus South Wales gingen von Penarth aus auf billige Exkursionen nach Lynmouth, Ilfracombe, Bideford und Clovelly. Die traditionellen Verbindungen nach Weston-super-mare im Sommer wurden 1994 eingestellt, als Westons Birnbeck Pier durch einen Sturm zerstört wurde.
Der Cardiff Waterbus bietet ein Wassertaxi zwischen 10.30 am und 5.00 pm von der Bay Barrage und dem Mermaid Quay in Cardiff.
Die Pont-y-Werin-Fußgänger- und Radfahrer-Brücke wurde im Juli 2010 eröffnet, so dass ein 4.2 mi (6,5 km) langer Rundweg um Cardiff Bay und Penarth geschaffen wurde.

## Partnerschaften und Verbindungen
Penarth ist Partnerstadt von:
- Frankreich Saint-Pol-de-Léon Bretagne, Frankreich. Das vierzigste Jubiläum der Partnerschaft wurde 2010 gefeiert. In den 1970ern und 1980ern gab es regelmäßige Besuche, oft in Verbindung mit der Penarth Holiday Fortnight. Seit 2003 ist dieser Austausch zum Stillstand gekommen. Erst 2010 wurde erneut Interesse bekundet.[39]

Vorsitzende des Partnerschaftskomitees ist Cllr Janice Birch. In Penarth Marina gibt es den Partnerschaftsplatz „Plas St. Pol De Leon“.
Die Stadt war namensgebend für Penarth, Delaware in den Vereinigten Staaten.

## Persönlichkeiten
- Guy Gibson (1918–1944), der Anführer der Operation Chastise (Dambuster's), Empfänger des Victoria Cross
- Dame „Tanni“ Grey-Thompson (* 1969), Teilnehmerin der Paralympischen Spiele, Weltrekordhalterin
- James Holmes-Siedle (1910–1995), römisch-katholischer Ordensgeistlicher, Bischof von Kigoma
- Colin Jackson (* 1967), Leichtathlet
- Saunders Lewis (1893–1985), Dichter, Gründer von Plaid Cymru
- Eric Linklater (1899–1974), Schriftsteller
- Colin McCormack, Schauspieler
- Alun Michael MP, (* 1943), Politiker
- David Morgan (* 1994), australischer Schwimmer
- Joseph Parry (1841–1903), Komponist
- Clifton Penn-Hughes (1905–1939), britischer Autorennfahrer
- Louis Rees-Zammit (* 2001), Rugby-Union-Spieler
- Erin Richards (* 1986), Schauspielerin
- Alfred Sisley (1839–1899), französischer impressionistischer Maler
- John Smith MP (* 1951), Politiker
- Shakin’ Stevens (* 1948), Musiker
- Robert Wade (* 1962), Drehbuchautor
- James Williams (1878–1929), Hockeyspieler

## Galerie

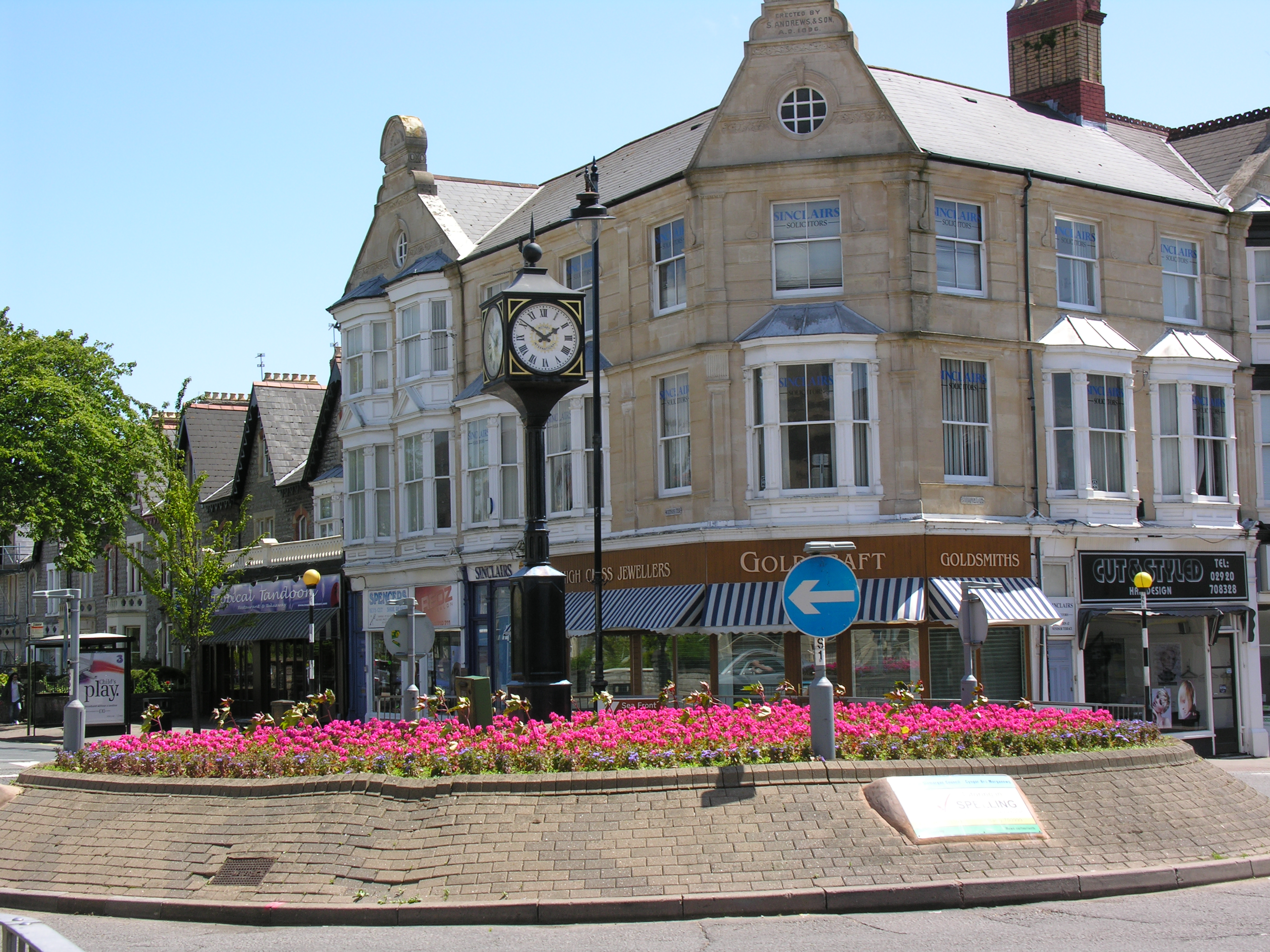
Kreisverkehr im Stadtzentrum
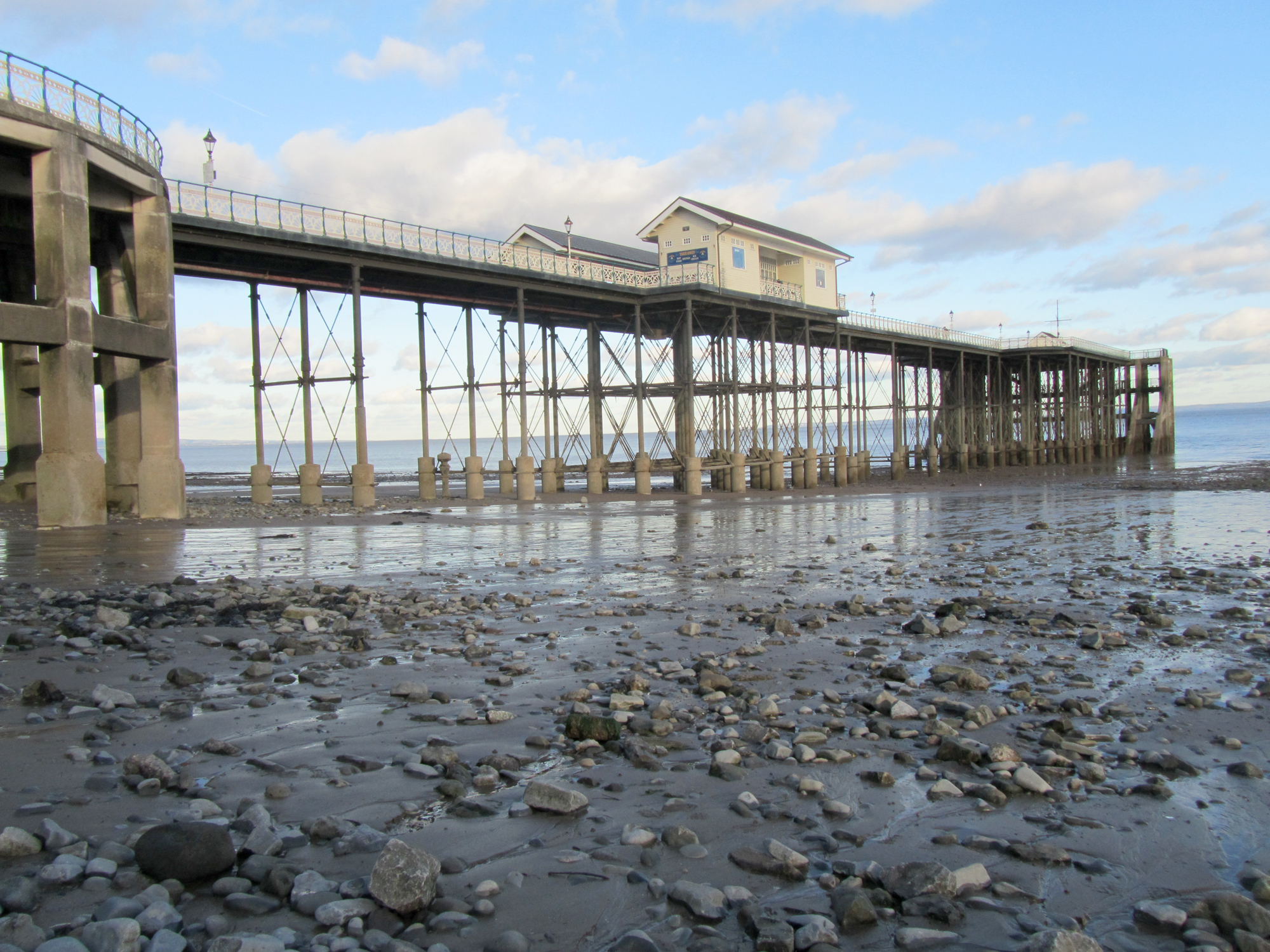
Penarth Pier
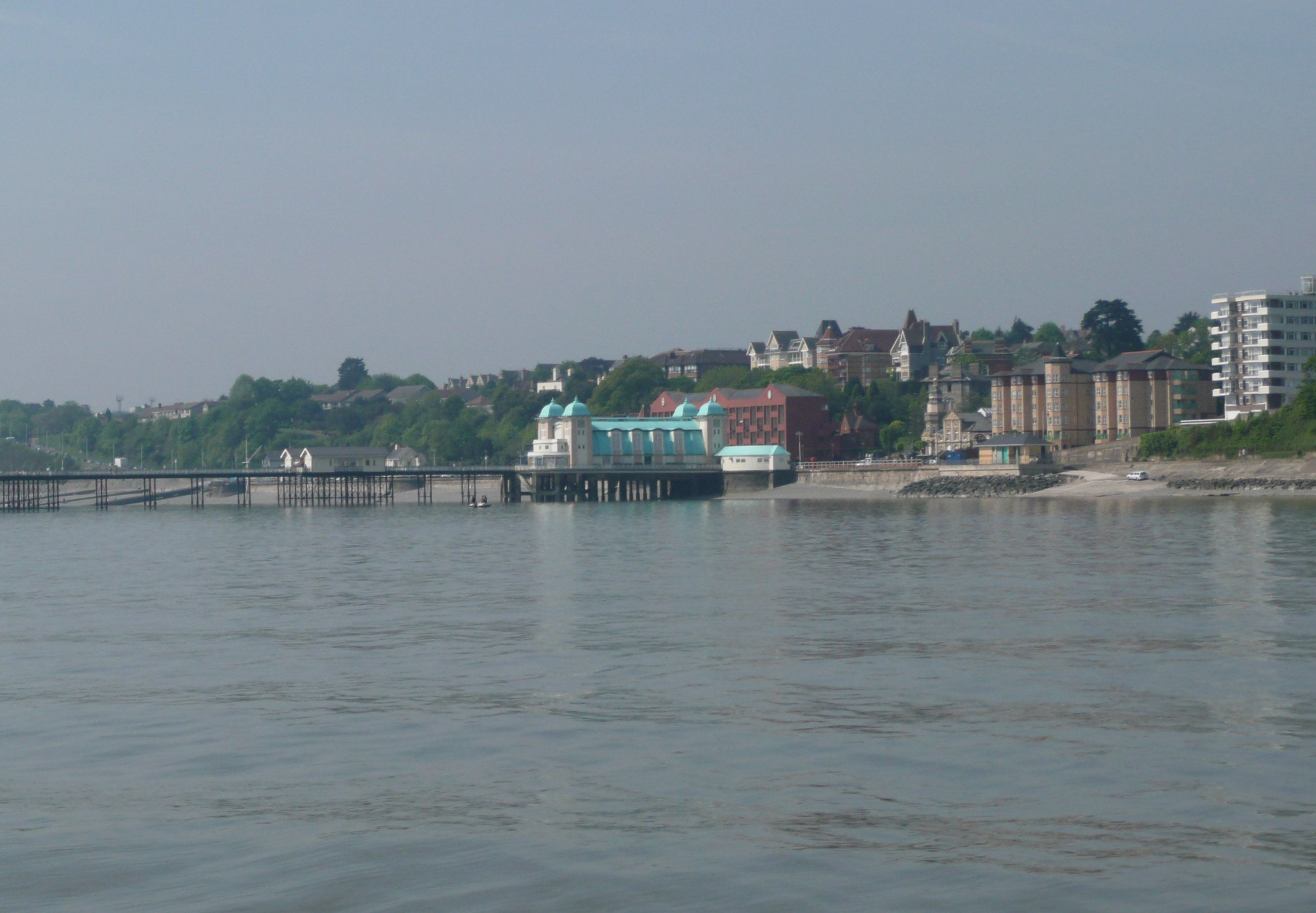
Blick auf die Küste von Penarth vom Bristol Channel
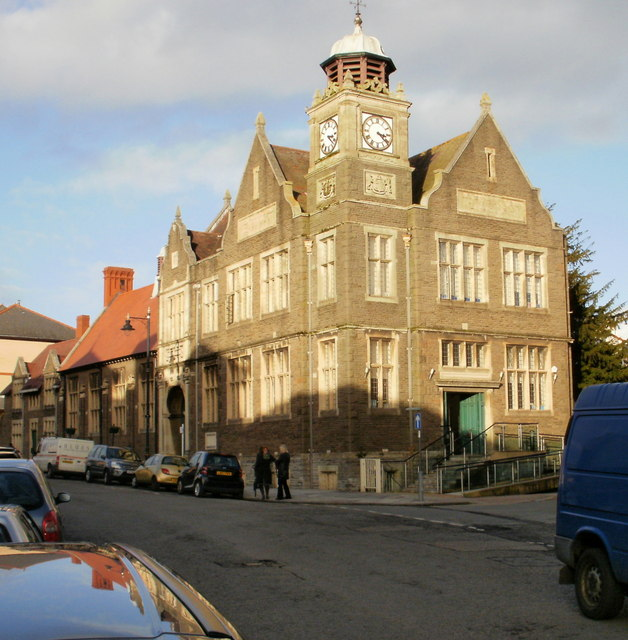
Die Bibliothek an Stanwell Road-Rectory Road
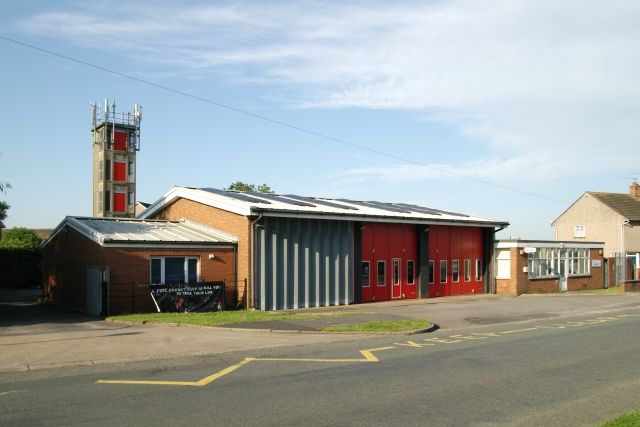
Feuerwache
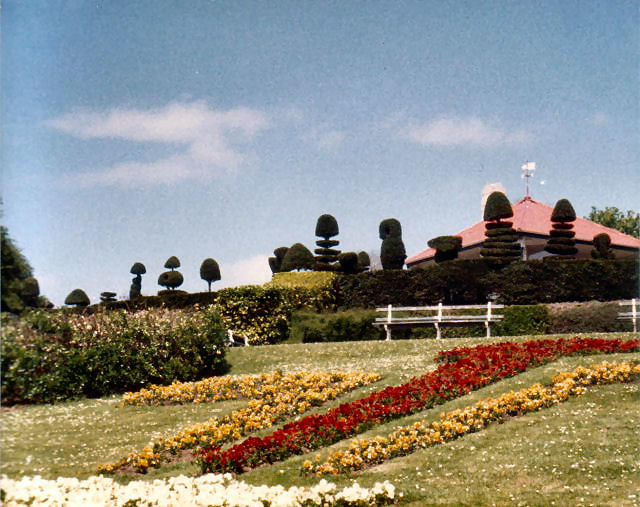
Historische Aufnahmen von Alexandra Park
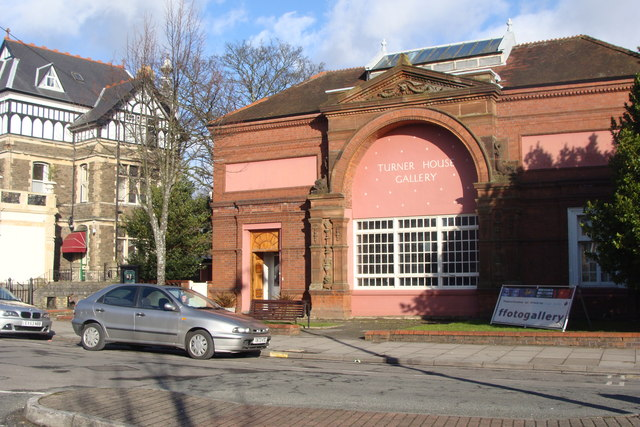
Ffotogallery an der Plymouth Road
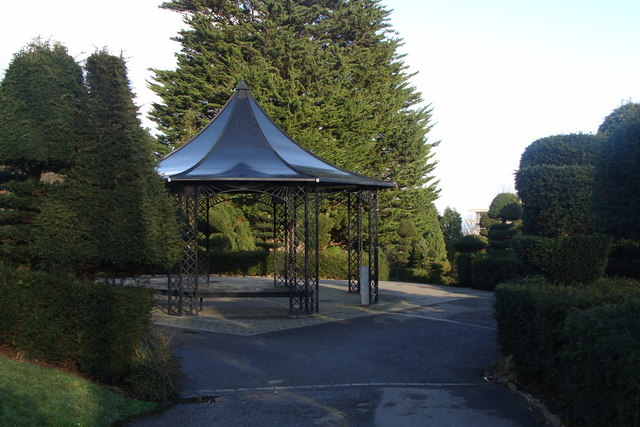
Musikpavillon in Alexandra Park
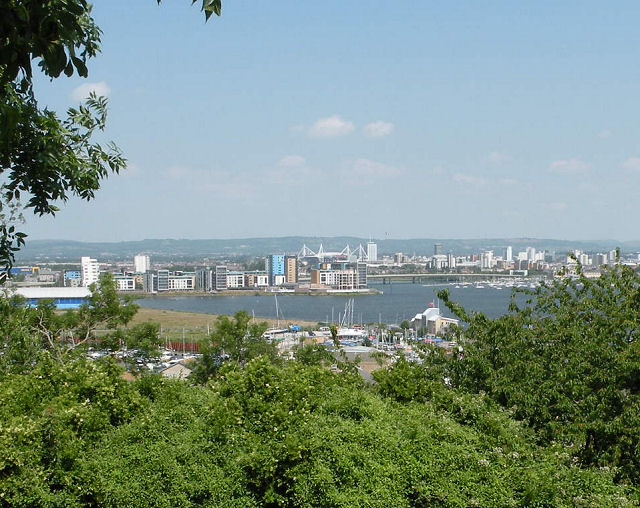
Blick auf die Cardiff Bay von Upper Penarth